# Bartolomé Esteban Murillo

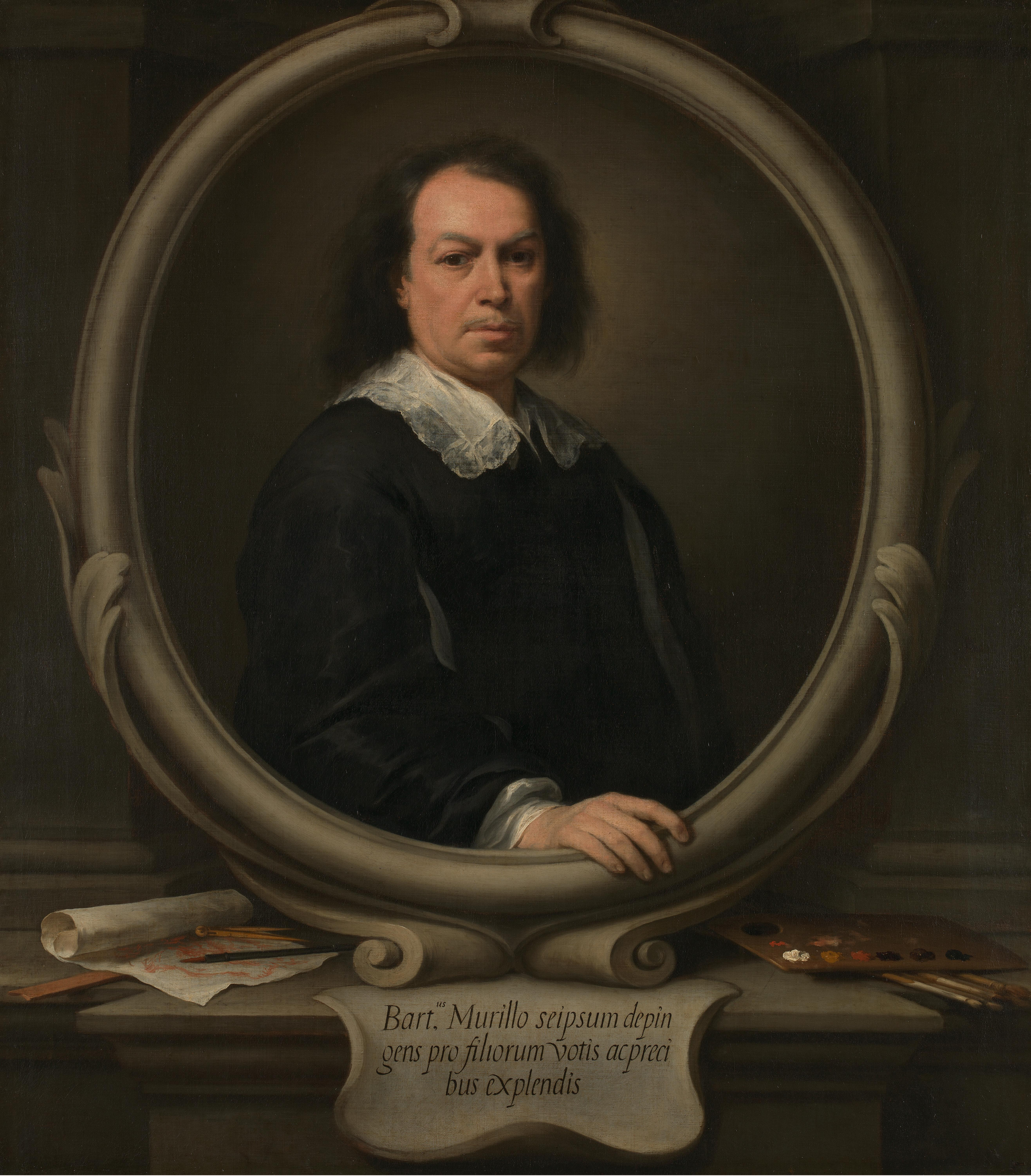
Autorretrato, hacia 1670, óleo sobre lienzo, 122 x 107 cm, Londres, National Gallery. Inscripción: Bart^{us} Murillo seipsum depin/gens pro filiorum votis acpreci/bus explendis. En este cuadro, pintado por deseo de sus hijos, Murillo se autorretrató dentro de un marco con forma ovalada y con molduras, apoyando en él una mano para reforzar el efecto naturalista del trampantojo y acompañado por los instrumentos propios del arte de pintor: lápiz, papel y compás para el dibujo, paleta y pinceles para el color, en una demostración de orgullo por la posición social alcanzada con su oficio solo comparable en la pintura española al autorretrato de Velázquez en Las meninas.

Bartolomé Esteban Murillo (Sevilla, bautizado el 1 de enero de 1618-3 de abril de 1682) fue un pintor barroco español. Formado en el naturalismo tardío, evolucionó hacia fórmulas propias del barroco pleno con una sensibilidad que a veces anticipa el rococó en algunas de sus más peculiares e imitadas creaciones iconográficas, como la Inmaculada Concepción o el Buen Pastor en figura infantil. Personalidad central de la escuela sevillana, con un elevado número de discípulos y seguidores que llevaron su influencia hasta bien entrado el siglo XVIII, fue también el pintor español mejor conocido y más apreciado fuera de España, el único del que Sandrart incluyó una breve y fabulada biografía en su Academia nobilissimae artis pictoriae de 1683 con el Autorretrato del pintor grabado por Richard Collin. Condicionado por la clientela, el grueso de su producción está formado por obras de carácter religioso con destino a iglesias y conventos sevillanos tanto como a la devoción privada, pero a diferencia de otros grandes maestros españoles de su tiempo cultivó también la pintura de género de forma continuada e independiente a lo largo de buena parte de su carrera.

## Vida y obra
Murillo debió de nacer en los últimos días de 1617, pues fue bautizado en la parroquia de Santa María Magdalena de Sevilla el 1 de enero de 1618. Era el menor de catorce hermanos, hijos del barbero Gaspar Esteban y de María Pérez Murillo, que procedía de una familia de plateros y contaba entre sus parientes cercanos con algún pintor. Conforme al uso anárquico de la época, aunque alguna vez firmó Esteban adoptó comúnmente el segundo apellido de la madre. Su padre era un acomodado barbero, cirujano y sangrador al que en ocasiones se le da tratamiento de bachiller, y del que en un documento de 1607 se decía que era «rico y ahorrador», arrendatario de algunos bienes inmuebles junto a la iglesia de San Pablo cuyos derechos de segunda vida heredó Bartolomé y le proporcionaron rentas por subarriendo durante casi toda su vida. Con nueve años y en el plazo de seis meses quedó huérfano de padre y madre y fue puesto bajo la tutela de una de sus hermanas mayores, Ana, casada también con un barbero cirujano, Juan Agustín de Lagares. El joven Bartolomé debió de mantener buenas relaciones con la pareja, pues no mudó de domicilio hasta su matrimonio, en 1645, y en 1656 su cuñado, ya viudo, le nombró albacea testamentario.

### Formación y primeros años

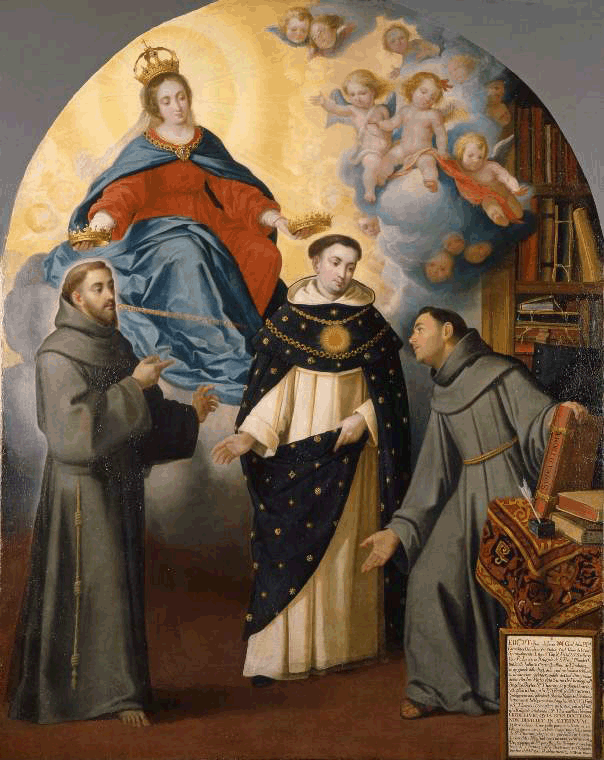
La Virgen con fray Lauterio, san Francisco de Asís y santo Tomás de Aquino, hacia 1638-1640, óleo sobre lienzo, 216 x 170 cm, Cambridge, Fitzwilliam Museum. Una cartela en el ángulo inferior derecho explica el contenido de este inusual asunto, en el que la Virgen aconseja al franciscano fray Lauterio, estudiante de teología, la consulta de la Summa Theologiae del aquinatense para resolver sus dudas de fe.

Apenas se tienen noticias documentales de los primeros años de vida de Murillo y de su formación como pintor. Consta que en 1633, cuando contaba quince años, solicitó licencia para pasar a América con algunos familiares, motivo por el que hizo testamento en favor de una sobrina. Según la costumbre de la época, por esos años o algo antes debió de iniciar su formación artística. Es muy posible que, como afirmó Antonio Palomino, se formase en el taller de Juan del Castillo, casado con una de las hijas de Antonio Pérez, tío y padrino de bautismo de Murillo y pintor de imaginería él mismo. Pintor discreto, caracterizado por la sequedad del dibujo y la amable expresividad de sus rostros, la influencia de Castillo se advierte con claridad en las que probablemente sean las más tempranas de las obras conservadas de Murillo, cuyas fechas de ejecución podrían corresponder a 1638-1640: La Virgen entregando el rosario a Santo Domingo (Sevilla, Palacio arzobispal y antigua colección del conde de Toreno) y La Virgen con fray Lauterio, san Francisco de Asís y santo Tomás de Aquino (Cambridge, Fitzwilliam Museum), de dibujo seco y alegre colorido.
Según Palomino, al dejar el taller de Juan del Castillo lo bastante capacitado para «mantenerse pintando de feria (lo cual entonces prevalecía mucho), hizo una partida de pinturas para cargazón de Indias; y habiendo por este medio adquirido un pedazo de caudal, pasó a Madrid, donde con la protección de Velázquez, su paisano (...), vio repetidas veces las eminentes pinturas de Palacio». Aunque no es improbable que, como otros pintores sevillanos, pintase en sus comienzos cuadros de devoción para el lucrativo comercio americano, nada indica que viajase a Madrid en estas fechas como tampoco es probable que realizase el viaje a Italia que le atribuyó Sandrart y desmintió Palomino, tras investigar la cuestión, según decía, con «exacta diligencia». Por lo demás, según pensaba el cordobés, la infundada suposición de un viaje a Italia nacía de «que los extranjeros no quieren conceder en esta arte el laurel de la Fama a ningún español, si no ha pasado por las aduanas de Italia: sin advertir, que Italia se ha transferido a España en las estatuas, pinturas eminentes, estampas, y libros; y que el estudio del natural (con estos antecedentes) en todas partes abunda».
Palomino, que había llegado a conocerlo, aunque no lo tratase, decía haber oído a otros pintores que en sus primeros años «se había estado encerrado todo aquel tiempo en su casa estudiando por el natural, y que de esta suerte había adquirido la habilidad» con la que, al exponer sus primeras obras públicas, pintadas para el convento de los franciscanos de Sevilla, se ganó el respeto y la admiración de sus paisanos, quienes hasta ese momento nada sabían de su existencia y progresos en el arte. En cualquier caso, el estilo que se manifiesta en sus primeras obras importantes, como lo son esas pinturas del claustro chico del convento de San Francisco, pudo aprenderlo sin salir de Sevilla en artistas de la generación anterior como Zurbarán o Francisco de Herrera el Viejo.

### Sevilla en elsigloXVII
Ostentando el monopolio del comercio con las Indias y contando con Audiencia, diversos tribunales de justicia, entre ellos el de la Inquisición, arzobispado, Casa de Contratación, Casa de Moneda, consulados y aduanas, Sevilla era a comienzos del siglo XVII el «paradigma de ciudad». Aunque los 130 000 habitantes con los que contaba a finales del siglo XVI habían disminuido algo a consecuencia de la peste de 1599 y la expulsión de los moriscos, cuando nació Murillo seguía siendo una ciudad cosmopolita, la más poblada de las españolas y una de las mayores del continente europeo. A partir de 1627 comenzaron a advertirse algunos síntomas de crisis a causa de la disminución del comercio con Indias, que lentamente se desplazaba hacia Cádiz, el estallido de la Guerra de los Treinta Años y la separación de Portugal. Pero el mayor impacto lo produjo la epidemia de peste de 1649, de efectos devastadores. La población se redujo a la mitad, contabilizándose unos 60 000 muertos, y ya no se recuperó: amplias zonas urbanas, sobre todo en las parroquias populares de la zona norte, quedaron semidesiertas y con sus casas convertidas en solares.

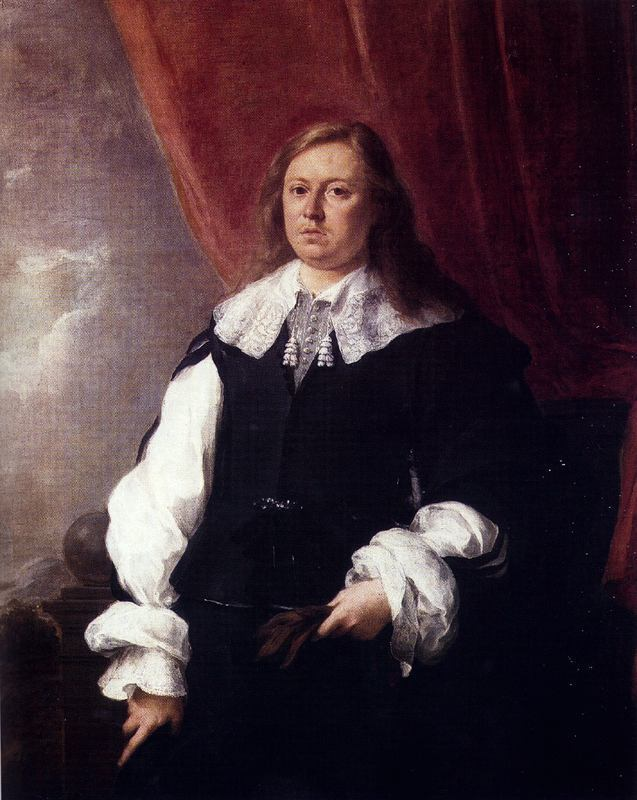
Josua van Belle, 1670, óleo sobre lienzo, 125 x 102 cm, Dublín, National Gallery of Ireland. Murillo retrató a Belle, comerciante neerlandés llegado a Sevilla en 1663, con la elegante actitud propia del retrato nórdico que pudo conocer en las colecciones de pintura de los comerciantes de esa procedencia establecidos en la ciudad, ante una cortina de vivo color púrpura que no se aprecia en esta reproducción.

Aunque la crisis afectó de manera desigual a los diversos segmentos de la población, el nivel de vida general disminuyó. Las clases populares, las más afectadas por ella, protagonizaron en 1652 un motín de corto alcance causado por el hambre, pero en líneas generales la caridad funcionó como paliativo de la injusticia y la miseria que afectaba por igual a los pordioseros que se agolpaban a las puertas del palacio episcopal, para recibir la hogaza de pan que repartía diariamente el arzobispo, como a los cientos de pobres «vergonzantes» contabilizados en cada parroquia o en instituciones específicamente dedicadas a su atención. Entre estas destacó la Hermandad de la Caridad, revitalizada después de 1663 por Miguel Mañara, quien en 1650 y 1651 había actuado como padrino de bautismo de dos de los hijos de Murillo. El pintor, que era hombre devoto como demuestra su ingreso en la Cofradía del Rosario en 1644, la recepción del hábito de la Venerable Orden Tercera de San Francisco en 1662 y su presencia frecuente en los repartos de pan organizados por las parroquias a las que sucesivamente estuvo adscrito, ingresó también en esta institución en 1665.
Menos afectada por la crisis, la Iglesia también notó sus consecuencias: después de 1649 apenas se establecieron nuevos conventos, tan sólo dos o tres hasta el siglo XIX, frente a los nueve conventos de varones y uno de mujeres que se habían fundado desde el año del nacimiento de Murillo hasta esa fecha. Sus cerca de setenta conventos eran, sin duda, más que suficientes para una urbe que había visto disminuir tan drásticamente su población; pero la ausencia de nuevas fundaciones conventuales no puso fin a la demanda de obras de arte, pues templos y cenobios no dejaron de enriquecerse artísticamente por sus propios medios o por donaciones de particulares acomodados, como lo era el propio Mañara.
El comercio con Indias, aunque no generase un tejido industrial, siguió aportando trabajo a tejedores, libreros y artistas. Los compradores de plata, que se encargaban de afinar los lingotes y los llevaban a labrar a la Casa de la Moneda, eran profesionales exclusivos de Sevilla; tampoco les faltó el trabajo a los oficiales de la Casa de la Moneda, al menos por temporadas, cuando arribaba la flota a puerto. Y nunca faltaron los comerciantes llegados del extranjero, que hacían de Sevilla una ciudad cosmopolita. Se estima que en 1665 la cifra de extranjeros residentes en Sevilla rondaba los siete mil, aunque como es natural no todos ellos se dedicasen al comercio. Algunos se habían integrado plenamente en la ciudad tras hacer fortuna: Justino de Neve, protector de la iglesia de Santa María la Blanca y del Hospital de Venerables, para los que encargó a Murillo algunas de sus obras maestras, procedía de una de aquellas familias de antiguos comerciantes flamencos establecidos en la ciudad ya en el siglo XVI. Otros se incorporaron en fechas más avanzadas: el neerlandés Josua van Belle y el flamenco Nicolás de Omazur, a los que retrató Murillo, llegaron a la ciudad después de 1660. Hombres cultos a la vez que adinerados, hubieron de viajar a Sevilla con retratos y cuadros de aquella procedencia, lo que explicaría la influencia, entre otros, de Bartholomeus van der Helst en los retratos del sevillano. Ellos fueron también los encargados de extender la fama de Murillo más allá de la península, singularmente Nicolás de Omazur cuya amistad con el pintor le llevó a encargar, a su muerte, un grabado del Autorretrato ahora conservado en la National Gallery de Londres, acompañado de un texto laudatorio en latín posiblemente redactado por él mismo, que además de comerciante era conocido como poeta.

### Primeros encargos
En 1645 Murillo contrajo matrimonio con Beatriz Cabrera Villalobos, de una familia de acomodados labradores de Pilas y sobrina de Tomás Villalobos, platero de oro y familiar del Santo Oficio que la tutelará al pasar a Sevilla. El matrimonio tuvo diez hijos, de los que únicamente cinco —la menor de quince días— sobrevivieron a la madre, fallecida el 31 de diciembre de 1663. Sólo uno, Gabriel (1655-1700), trasladado a las Indias en 1678, apenas cumplidos los veinte años, y que llegó a ser Corregidor de Naturales de Ubaque (Colombia), parece haber seguido el oficio paterno para el que, de creer a Palomino, era sujeto de buenas prendas y «mayores esperanzas».

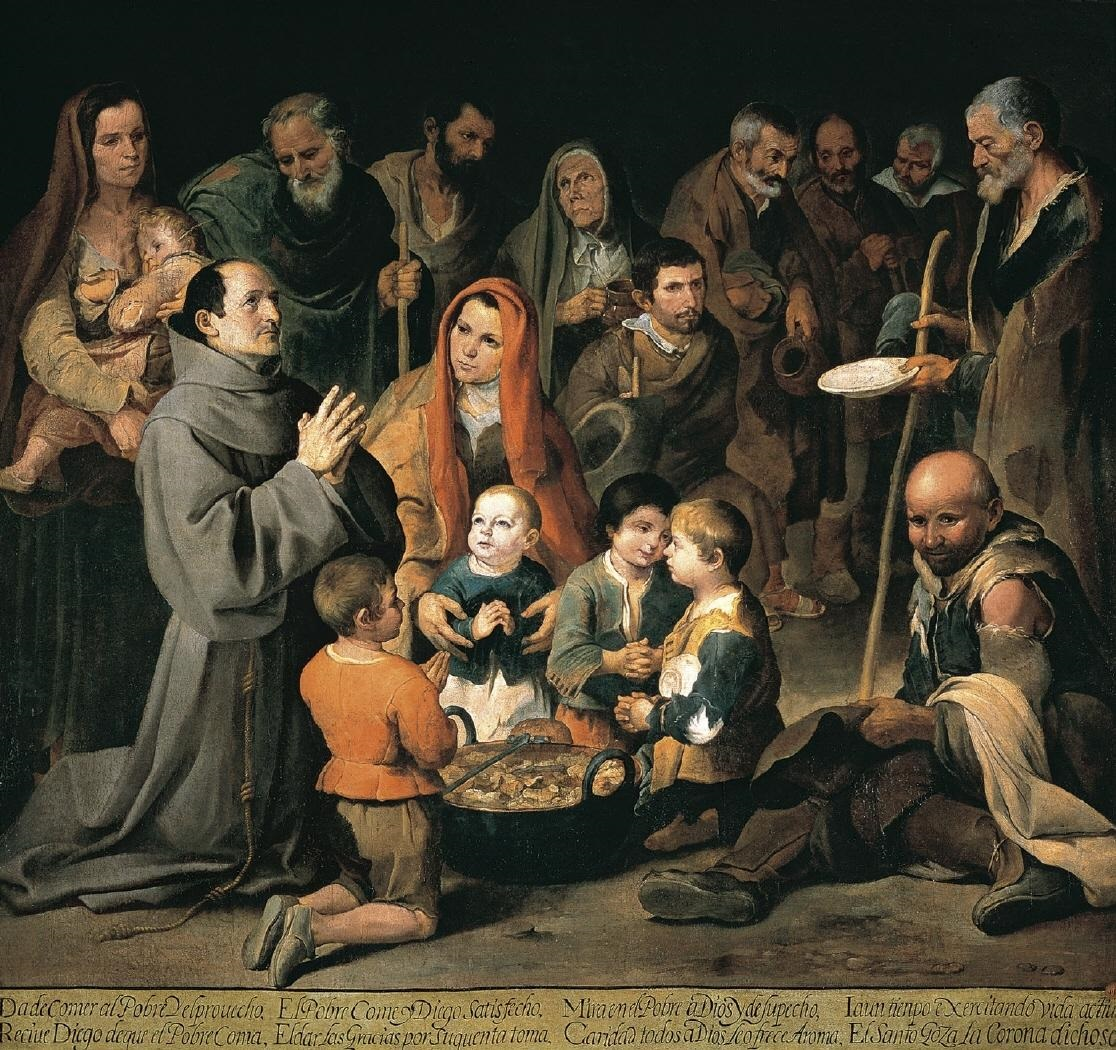
San Diego de Alcalá dando de comer a los pobres, hacia 1646, óleo sobre lienzo, 173 x 183 cm, Madrid, Real Academia de Bellas Artes de San Fernando.

El mismo año de su matrimonio recibió el primer encargo importante de su carrera: los once lienzos para el claustro chico del convento de San Francisco de Sevilla, en los que trabajó de 1645 a 1648. Dispersos los cuadros tras la Guerra de la Independencia, la serie narra con propósito didáctico algunas historias pocas veces representadas de santos de la orden franciscana, en especial seguidores de la Observancia española a la que estaba adscrito el convento. En la elección de sus asuntos se puso el acento en la exaltación de la vida contemplativa y la de oración, representadas en el San Francisco confortado por un ángel, de la Real Academia de Bellas Artes de San Fernando y La cocina de los ángeles del Louvre; la alegría franciscana, ejemplificada en el San Francisco Solano y el toro (Patrimonio Nacional, Real Alcázar de Sevilla), y el amor al prójimo, reflejado específicamente en el San Diego de Alcalá dando de comer a los pobres (Real Academia de San Fernando). Con un fuerte acento naturalista, en la tradición del tenebrismo zurbaranesco, recogió en este último lienzo un completo repertorio de tipos populares retratados con apacible dignidad, cuidadosamente ordenados en una sencilla composición de planos paralelos recortados sobre un fondo negro. En el centro, en torno al caldero, destaca un grupo de niños mendigos en el que es posible apreciar ya el interés por los temas infantiles que el pintor nunca abandonará.
Si la serie, en su conjunto, puede explicarse dentro de la tradición monástica iniciada por Pacheco, el naturalismo de algunas de sus piezas y el interés por el claroscuro muestran una afinidad con la obra de Zurbarán que podría considerarse ya arcaica, si se toma en consideración que Velázquez y Alonso Cano, de la misma generación que el maestro extremeño, hacía años que habían abandonado el tenebrismo. La atracción por el claroscuro, sin embargo, aún se va a ver acentuada en alguna obra posterior, aunque siempre dentro de su producción temprana, como puede ser la Última Cena de la iglesia de Santa María la Blanca, fechada en 1650. Pero junto a ese gusto por la iluminación intensa y contrastada, en algunos lienzos de la misma serie franciscana se aprecian novedades que, distanciándolo de Zurbarán, permitirían explicar la buena acogida que tuvo el encargo, aunque fuese modestamente pagado: así la difusa iluminación celestial que envuelve al cortejo de santas que acompañan a la Virgen en el lienzo apaisado que representa La muerte de Santa Clara (Dresde, Gemäldegalerie, fechado en 1646), donde además en las figuras de las santas se manifiesta ya el sentido de la belleza con que Murillo acostumbrará a retratar a los personajes femeninos, o el dinamismo de las figuras que pueblan la Cocina de los ángeles, donde se representa al lego fray Francisco de Alcalá en levitación y a los ángeles afanados en sus tareas en la cocina. No obstante, y junto a estos aciertos, se advierte también en el conjunto de la serie cierta torpeza en la forma de resolver los problemas de perspectiva y es patente la utilización de estampas flamencas como fuente de inspiración. A ellas se debe en buena parte el dinamismo de las figuras angélicas, tomadas principalmente de la serie de los Angelorum Icones de Crispijn van de Passe. Otras fuentes empleadas, como Rinaldo y Armida, grabado de Pieter de Jode II sobre una composición de Anton van Dyck solo dos años anterior al encargo de la serie franciscana, demuestran que Murillo podía estar muy al tanto de las últimas novedades en pintura.

### De 1649 a 1655: el impacto de la peste

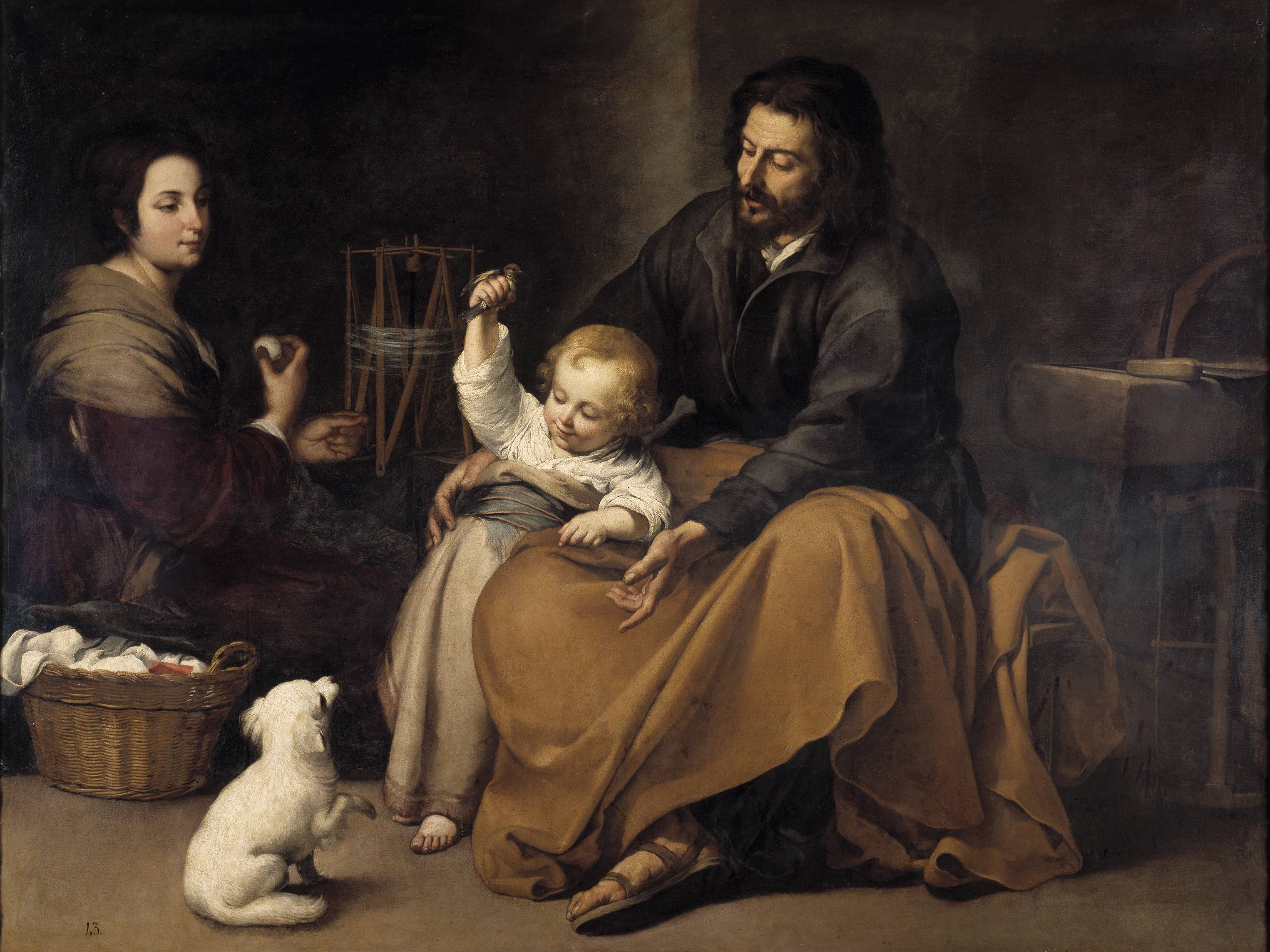
Sagrada Familia del pajarito, hacia 1649-1650, óleo sobre lienzo, 144 x 188 cm, Madrid, Museo del Prado. Con un tratamiento de la luz y un estudio de los objetos inanimados todavía zurbaranescos, Murillo crea un ambiente intimista de apacible cotidianidad que será el característico de su pintura, abordando el hecho religioso, en el que la figura de San José cobra especial protagonismo, con los recursos propios del naturalismo y una personal y humanísima visión.

En los años inmediatos al terrible impacto de la peste de 1649 no se conocen nuevos encargos de aquella envergadura, pero sí un elevado número de imágenes de devoción, entre ellas algunas de las obras más populares del pintor, en las que el interés por la iluminación claroscurista se distancia de lo zurbaranesco por la búsqueda de una mayor movilidad e intensidad emotiva, al interpretar los temas sagrados con delicada e íntima humanidad. Las varias versiones de la Virgen con el Niño o de la llamada Virgen del Rosario (entre ellas las del Museo de Castres, Palacio Pitti y Museo del Prado), la Adoración de los pastores y la Sagrada Familia del pajarito, ambas del Museo del Prado, la juvenil Magdalena penitente de la National Gallery of Ireland y Madrid, colección Arango, o la Huida a Egipto de Detroit, pertenecen a este momento, en el que también abordó por primera vez el tema de la Inmaculada en la llamada Concepción Grande o Concepción de los franciscanos (Sevilla, Museo de Bellas Artes), con la que inició la renovación de su iconografía en Sevilla según el modelo de Ribera.
También pertenece a este momento, en el terreno ya de la pintura profana, el Niño espulgándose o Joven mendigo del Museo del Louvre, el primer testimonio conocido de la atención y dedicación del pintor a los motivos populares con protagonistas infantiles, en el que se ha visto una nota de melancólico pesimismo al mostrar al pequeño esportillero desparasitándose en soledad, un pesimismo que abandonará por completo en las obras posteriores de este género, dotadas de mayor vitalidad y alegría. De otro orden son la reaparecida Vieja hilandera de Stourhead House, conocida con anterioridad solo por una copia mediocre guardada en el Museo del Prado, y la Vieja con gallina y cesta de huevos (Múnich, Alte Pinakothek), que pudo pertenecer a Nicolás de Omazur, pinturas de género concebidas casi como retratos de observación directa e inmediata, aunque en ellas se acuse también la influencia de la pintura flamenca a través de estampas de Cornelis Bloemaert. Por último, de 1650 es también el primer retrato documentado, el de Don Juan de Saavedra (Córdoba, colección privada).
Con su arzobispo y sus más de sesenta conventos, Sevilla era en el siglo XVII un importante foco de cultura religiosa. En ella, la religiosidad popular, alentada por las instituciones eclesiásticas, se manifestó en ocasiones con vehemencia. Así ocurrió en 1615, cuando según Diego Ortiz de Zúñiga y otros cronistas de la época, la ciudad entera se echó a la calle para proclamar la concepción de María sin pecado original en respuesta al sermón de un padre dominico en el que había manifestado una «opinión poco piadosa» en relación con el misterio. En su desagravio se celebraron procesiones y fiestas tumultuosas ese año y los siguientes a las que no faltaron negros y mulatos, y hasta «Moros y Moras», según se decía, hubiesen participado con su propia fiesta de habérseles permitido. La peste de 1649 hizo además que se redoblasen algunas devociones con títulos tan significativos como las del Cristo de la Buena Muerte o del Buen Fin, y que se fundasen o renovasen cofradías como la de los Agonizantes, cuyo objetivo era procurar a los hermanos sufragios y digna sepultura. En ese ambiente de intensa religiosidad la clientela eclesiástica constituía solo una parte, y quizá no la mayor, de la amplia demanda de pinturas religiosas, lo que permitiría explicar la producción murillesca de estos años, destinada a clientes privados y no a templos o conventos, con la repetición de motivos y la existencia de copias salidas del taller, como ocurre con la Santa Catalina de Alejandría de medio cuerpo, cuyo original, conocido por varias copias, se encuentra actualmente en la Fundación Focus-Abengoa de Sevilla. Numerosos particulares tomaron a su cargo la fundación o dotación de iglesias, conventos y capillas, pero además pinturas o sencillas láminas de asunto religioso no podían faltar en ningún hogar, por modesto que fuera. Un estudio estadístico hecho sobre 224 inventarios sevillanos entre los años 1600 y 1670, con un total de 5179 pinturas reseñadas, arroja la cifra de 1741 cuadros de asunto religioso en poder de particulares, es decir, algo más de un tercio del total; pocos más, 1820, correspondían a la pintura profana de cualquier género y de las restantes 1618 no se determinaba el motivo, pero seguramente muchas de ellas serían también de asunto religioso. Como en otros lugares de España, el porcentaje de pinturas profanas era mayor en las colecciones de la nobleza y el clero, aumentando proporcionalmente la pintura de motivo religioso conforme se descendía en la escala social, hasta ser casi el único género presente en los inventarios de los agricultores y trabajadores en general.

### La llegada de Herrera el Mozo a Sevilla y la recepción del pleno barroco

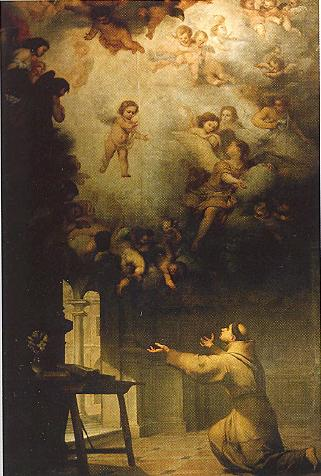
San Antonio de Padua, 1656, óleo sobre lienzo, Catedral de Sevilla. El cuadro marca, en opinión de A. E. Pérez Sánchez, la «definitiva inflexión» de Murillo hacia el estilo barroco pleno.

En 1655 llegó a Sevilla Francisco de Herrera el Mozo, procedente de Madrid tras una probable estancia de algunos años en Italia. A poco de llegar pintó el Triunfo del Sacramento de la Catedral de Sevilla, con la novedad de sus grandes figuras situadas a contraluz en el primer plano y el revoloteo de ángeles infantiles tratados con pincelada fluida y casi transparente en las lejanías. Su influencia se podrá advertir de inmediato en el San Antonio de Padua, cuadro de grandes dimensiones que Murillo pintó para la capilla bautismal de la catedral sólo un año después. La neta separación de los espacios celeste y terreno, tradicional en la pintura sevillana, con su equilibrada composición y figuras monumentales, se rompe decididamente aquí, potenciando la diagonal, al situar el rompimiento de gloria desplazado a la izquierda. El santo, a la derecha, extiende los brazos hacia la figura del Niño Jesús, que aparece aislado sobre un fondo vivamente iluminado. La distancia que los separa subraya la intensidad de los sentimientos del santo y su anhelo expectante. El santo se sitúa en un espacio interior en penumbra, pero abierto a una galería con la que se crea un segundo foco de fuerte iluminación con la que consigue una admirable profundidad espacial y evita el violento contraste entre un cielo iluminado y una tierra en sombras, unificando los espacios mediante una luz difusa y vibrante en la que algunos ángeles del primer plano quedan también a contraluz.
La propia evolución de su pintura hizo posible esa rápida asimilación de las novedades herrerianas. Del mismo año 1655, terminados en el mes de agosto cuando se colocaron en la sacristía de la catedral, son la pareja de santos sevillanos formada por San Isidoro y San Leandro, cuadros costeados por el acaudalado canónigo Juan Federigui. Tratándose de figuras monumentales, mayores que el natural por ir colocadas en lo alto de las paredes, aparecen bañadas por una luz plateada que provoca en las túnicas blancas destellos brillantes logrados por una técnica de pincelada pastosa y fluida. De fecha próxima pueden ser la Lactación de San Bernardo y la Imposición de la casulla a San Ildefonso, ambos en el Museo del Prado, de datación controvertida y origen desconocido. Los cuadros se citan por primera vez en el inventario del Palacio de la Granja de 1746 como pertenecientes a Isabel de Farnesio, probablemente adquiridos durante los años de estancia de la corte en Sevilla. Por su tamaño, de más tres metros de alto y similares dimensiones, cabe suponerlos cuadros de altar, aunque se desconoce la iglesia para la que fueron pintados y si la procedencia, como parece, es la misma para ambos. Todavía se aprecia en ellos el gusto por la iluminación claroscurista y las figuras monumentales, con una composición sobria y detalles decorativos en los que se han advertido recuerdos de Juan de Roelas principalmente para el lienzo de San Bernardo, si bien con un tratamiento de los accesorios más naturalista en Murillo que en su modelo. Pero al mismo tiempo, el sutil empleo de las luces, especialmente en las zonas más intensamente iluminadas, avanza el tratamiento lírico de la materia que será característico de su obra posterior.
Dos importantes conjuntos, cuyos encargos no han podido ser documentados, podrían pertenecer también a este momento por su rico sentido del color y la disposición de algunas figuras a contraluz: los tres monumentales lienzos dedicados a la vida de Juan el Bautista, de los que únicamente se sabe que en 1781 colgaban en el refectorio del convento de religiosas agustinas de San Leandro de Sevilla, vendidos por el convento en 1812 y actualmente dispersos entre los museos de Berlín, Cambridge y Chicago, y la serie del Hijo pródigo (Dublín, National Gallery of Ireland), de la que cuatro ricordi o réplicas en formato reducido y de factura deshecha pintadas posiblemente como recuerdo o para servir de modelos a ulteriores desarrollos, se conservan en el Museo del Prado. Las composiciones murillescas se inspiran en esta ocasión en una serie de once estampas de Jacques Callot, reunidas bajo el título de La vie de l'enfant prodigue (1635), pero Murillo supo adaptar las invenciones de Callot a su propio estilo pictórico y al ambiente sevillano del momento en las vestimentas y fisonomías de sus protagonistas. Esta aproximación histórica es especialmente reseñable en el lienzo llamado El hijo pródigo hace vida disoluta, en el que se ha visto una escena costumbrista contemporánea con todos los elementos propios de un bodegón y otros detalles naturalistas hábilmente resueltos, como la figura del músico que, situado a contraluz, hace más agradable el banquete, el perrillo que asoma bajo el mantel o los generosos escotes de las damas engalanadas con ropas de vistosos colores y comedido erotismo.

### Años de plenitud
En 1658 pasó algunos meses en Madrid. Se desconocen los motivos de este viaje y lo que hiciera durante su estancia en la ciudad, pero cabe suponer que, estimulado por Herrera, quisiese conocer las últimas novedades que en materia de pintura se practicaban en la corte. De regreso a Sevilla se ocupó en la fundación de una academia de dibujo, cuya primera sesión tuvo lugar el 2 de enero de 1660 en la casa lonja. Su objetivo era permitir tanto a los maestros de pintura y escultura como a los jóvenes aprendices perfeccionarse en el dibujo anatómico del desnudo, para lo que la academia facilitaría su práctica con modelo vivo, sufragado por los maestros, que aportaban también el gasto en leña y velas, pues las sesiones tenían lugar por la noche. Murillo fue su primer copresidente, junto con Herrera el Mozo, que marchó ese mismo año a Madrid para asentarse definitivamente en la corte. En noviembre de 1663 aún participó en la sesión que acordó la redacción de las constituciones de la academia, pero para entonces había dejado ya su presidencia, pues al frente de ella aparece en la documentación Sebastián de Llanos y Valdés. Según Palomino, que pondera siempre el carácter apacible de Murillo y su modestia, la habría abandonado y establecido academia particular en su propia casa, para no vérselas con el carácter altivo de Juan de Valdés Leal, elegido presidente a continuación, quien «en todo quería ser solo».

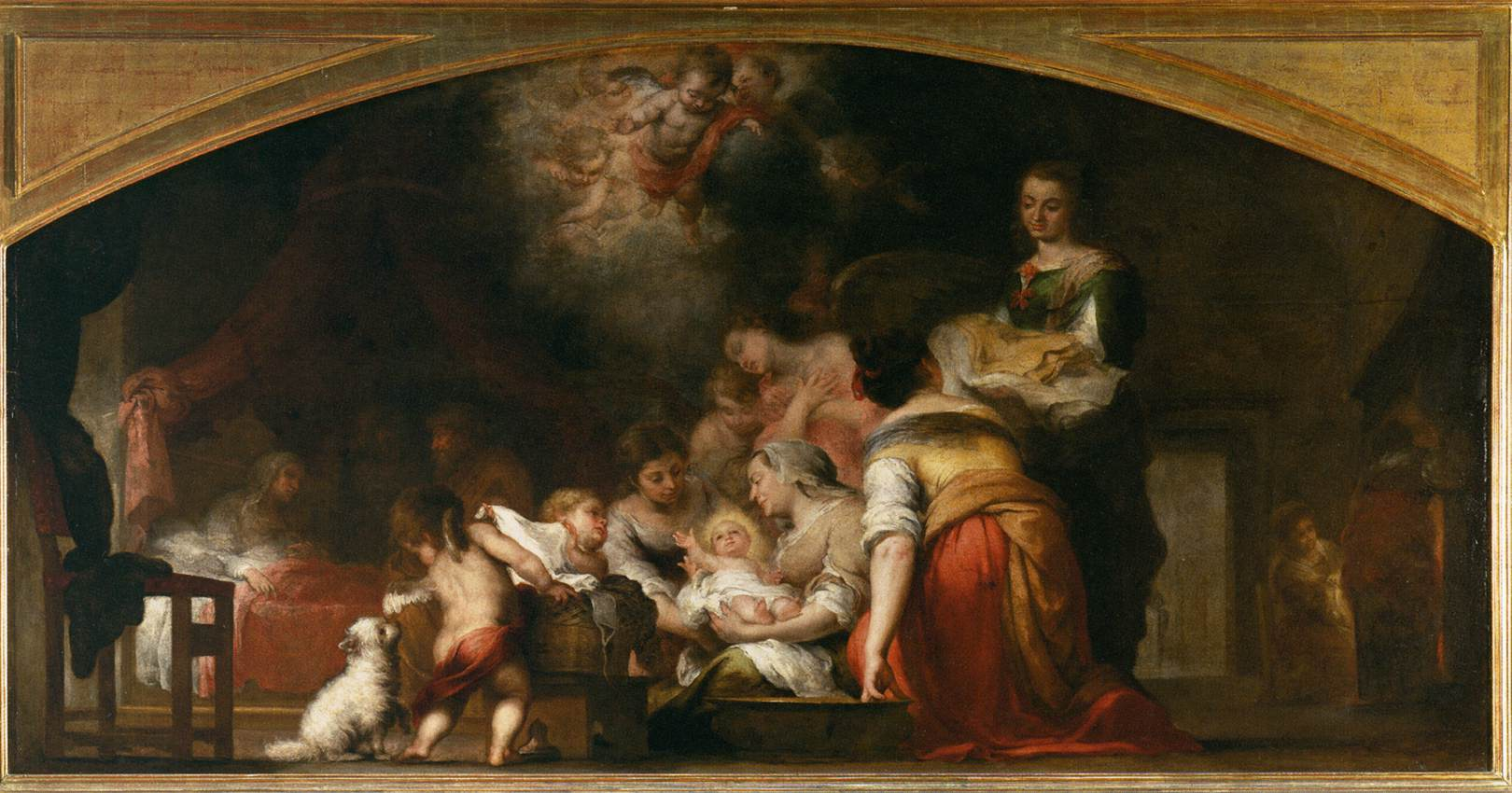
Nacimiento de la Virgen, 1660, París, Museo del Louvre.

De ese año 1660 es también una de las obras más significativas y admiradas de su producción: el Nacimiento de la Virgen del Museo del Louvre, pintado para sobrepuerta de la Capilla de la Concepción Grande de la catedral sevillana. En el centro, bajo un pequeño rompimiento de gloria, un grupo de matronas y ángeles en composición decreciente deudora de Rubens se arremolinan alegres en torno a la recién nacida, de la que emana un foco de luz que ilumina intensamente el primer plano y se degrada hacia el fondo. De este modo crea efectos atmosféricos en las escenas laterales, más retrasadas y con focos de luz autónomos, en las que aparecen santa Ana a la izquierda, en una cama bajo dosel, contrastando su tenue iluminación con la de la silla situada en primer término a contraluz, y dos doncellas a la derecha secando los pañales al fuego de una chimenea. Esta cuidadosamente estudiada jerarquización de las luces recuerda a críticos como Diego Angulo la pintura neerlandesa y en concreto la pintura de Rembrandt, que Murillo pudo conocer a través de estampas o incluso por la presencia de alguna de sus obras en colecciones sevillanas, como la de Melchor de Guzmán, marqués de Villamanrique, de quien se sabe que poseía un cuadro de Rembrandt que expuso públicamente en 1665 con ocasión de la inauguración de la iglesia de Santa María la Blanca.
Influencias holandesas y flamencas se señalan también en sus paisajes, elogiados ya por Palomino, quien a propósito de ellos decía: «no es de omitir la célebre habilidad, que tuvo nuestro Murillo en los países». Descontado algún paisaje puro de atribución dudosa, como el Paisaje con cascada del Museo del Prado, se trata de fondos paisajísticos en composiciones narrativas. Los mejores ejemplares en este orden corresponden a los cuatro lienzos conservados de la serie de historias de Jacob que pintó para el marqués de Villamanrique, expuestos en la fachada de su palacio en las fiestas de consagración de la iglesia de Santa María la Blanca en 1665 y pintados probablemente hacia 1660. Palomino, confundiendo el sujeto, pues habla de historias de la vida de David, cuenta que el marqués de Villamanrique encargó los paisajes a Ignacio de Iriarte, especialista en el género, y las figuras a Murillo, pero que al disputar los pintores sobre quién había de hacer el primero su parte, Murillo, enfadado, le dijo «que si pensaba, que le había menester para los países, se engañaba: y así él solo hizo las tales pinturas con historias, y países, cosa tan maravillosa como suya; las cuales trajo a Madrid dicho señor Marqués».

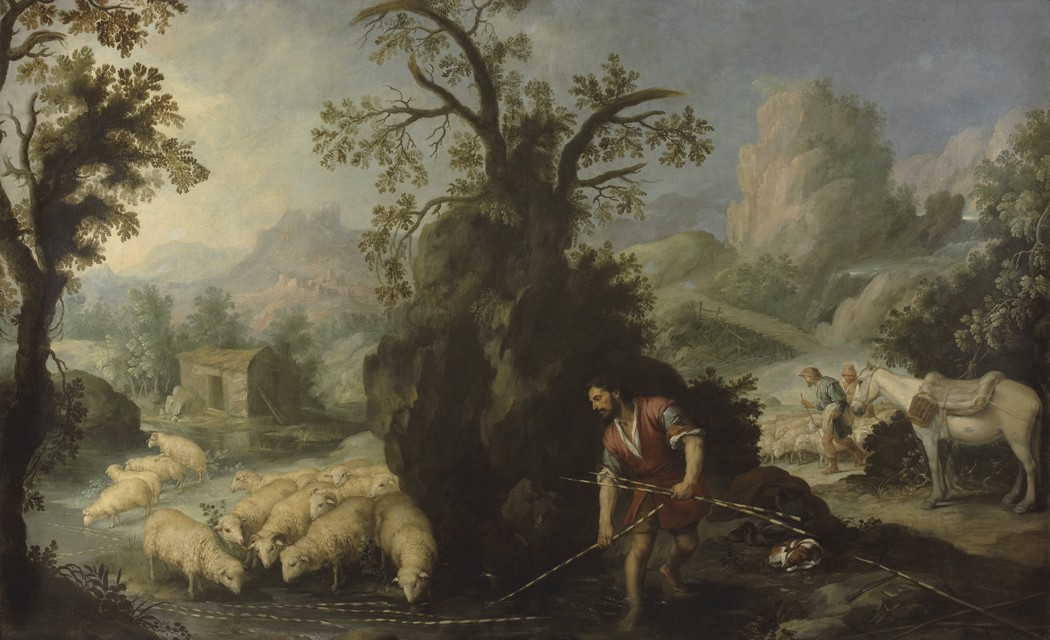
Jacob pone las varas al ganado de Labán, hacia 1660-1665, óleo sobre lienzo, 213 x 358 cm, Dallas, Meadows Museum. El lienzo, perteneciente a una serie de historias de la vida de Jacob, muestra la habilidad de Murillo en la creación de paisajes.

La serie, que originalmente debía de estar formada por cinco cuadros de los que solo se conocen cuatro, se encontraba en el siglo XVIII en Madrid en poder del marqués de Santiago y a comienzos del siglo XIX ya se había dispersado. En la actualidad se localizan dos de sus historias en el Museo del Ermitage, las que representan a Jacob bendecido por Isaac y La escala de Jacob, y las dos restantes en Estados Unidos: Jacob busca los ídolos domésticos en la tienda de Raquel, conservada en el Cleveland Museum of Art, y Jacob pone las varas al rebaño de Labán, propiedad del Meadows Museum de Dallas. Los amplios paisajes, especialmente en estos dos últimos, ordenados en torno a un motivo central y abiertos a un fondo luminoso lejano sobre el que se recortan los perfiles difusos de las montañas, sugieren el conocimiento de paisajistas flamencos como Joos de Momper o Jan Wildens, y quizá también de los paisajes italianos de Gaspard Dughet, estrictamente contemporáneo, en tanto la atención prestada al ganado, abundante en ambos cuadros, parece remitir a Orrente reinterpretado a la rica manera del sevillano. Con absoluto naturalismo, Murillo representará en el Jacob pone las varas al rebaño de Labán incluso el apareamiento de las ovejas al que hace alusión el texto bíblico (Génesis, 30, 31), lo que por cuestiones de decoro se ocultó bajo repintes probablemente ya en el siglo XIX, para volver a salir a la luz en el XX.

### Los grandes encargos

#### La serie de pinturas para Santa María la Blanca
Poco antes de morir el papa Urbano VIII, en 1644, una decretal de la Congregación romana del Santo Oficio, en manos de los dominicos, prohibió atribuir el término inmaculada a la concepción de María en lugar de predicarlo directamente de la Virgen, del modo como sus partidarios habían pasado de concepción de la Virgen Inmaculada a Inmaculada Concepción de la Virgen. La decretal no se hizo pública y solo comenzó a ser conocida cuando el Santo Oficio censuró algunos libros por aquel motivo. Al llegar la noticia a Sevilla, el cabildo respondió colgando un cuadro de la Inmaculada Concepción de Murillo con la inscripción «Concebida sin pecado» y la propia ciudad se dirigió a las Cortes de Castilla en 1649 reclamando la intervención del rey. Nada cambió durante el pontificado de Inocencio X, pero al ser elevado al solio pontificio Alejandro VII en 1655 Felipe IV redobló los esfuerzos para obtener la anulación de la decretal y una aprobación de la fiesta de la Inmaculada Concepción como se había venido celebrando en España. Tras las numerosas gestiones de los emisarios españoles, el 8 de diciembre de 1661 el papa Alejandro VII promulgó la Constitución Apostólica Sollicitudo omnium ecclesiarum, que si bien no era todavía la definición dogmática que algunos esperaban, proclamaba la antigüedad de la pía creencia, admitía su fiesta, y afirmaba que ya pocos católicos la rechazaban. La constitución fue acogida en España con entusiasmo y por todas partes se celebraron grandes fiestas, de las que han quedado numerosos testimonios artísticos.
En conmemoración de la constitución apostólica, el párroco de la iglesia de Santa María la Blanca, Domingo Velázquez Soriano, acordó proceder a una remodelación del templo, antigua sinagoga, cuyos trabajos fueron costeados en parte por el canónigo Justino de Neve, probable autor del encargo a Murillo de cuatro cuadros para decorar sus muros. Las obras, que transformaron el viejo edificio medieval en un espectacular templo barroco, se iniciaron en 1662 y estaban concluidas en 1665, inaugurándose con solemnes fiestas descritas minuciosamente por Fernando de la Torre Farfán en Fiestas que celebró la iglesia parroquial de S. María la Blanca, Capilla de la Santa Iglesia Metropolitana, y patriarchal de Sevilla: en obseqvio del nvevo breve concedido por N. Smo. Padre Alexandro VII en favor del pvrissimo mysterio de la Concepción sin culpa Original de María Santiisima. Nuestra Senóra, en el Primero Instante physico de su ser, editada al año siguiente en Sevilla. Farfán describe la iglesia, de cuyos muros colgaban ya las pinturas de Murillo, y los decorados efímeros instalados en la plaza situada ante el templo, donde en un tablado provisional se dispuso un retablo con al menos otras tres pinturas de Murillo propiedad de Neve: una Inmaculada grande en el nicho central y a sus lados el Buen Pastor y San Juan Bautista Niño.
Los cuadros de Murillo, en forma de medio punto, representaban historias de la fundación de la Basílica de Santa María la Mayor de Roma los dos más grandes, situados en la nave central e iluminados por las claraboyas de la cúpula, y la Inmaculada Concepción y el Triunfo de la Eucaristía en los dos menores, dispuestos en las cabeceras de las naves laterales. Los cuatro salieron de España durante la Guerra de la Independencia y solo los dos primeros, destinados al Museo Napoleón, fueron devueltos en 1816, incorporándose más tarde al Museo del Prado, en tanto los dos restantes, tras sucesivas ventas, pertenecen al Museo del Louvre, el que representa a la Inmaculada, y a una colección particular inglesa el Triunfo de la Eucaristía.
Especialmente las dos primeras son obras magistrales. En el Sueño del patricio Juan y su esposa Murillo representa el momento en que, en sueños, se les aparece la Virgen en el mes de agosto para pedirles la dedicación de un templo en el lugar que verán trazado con nieve en el monte Esquilino. En lugar de mostrarles dormidos en el lecho, Murillo los imagina vencidos por el sueño, él recostado sobre la mesa cubierta por un tapete rojo, sobre la que reposa cerrado el grueso libro en que ha estado leyendo, y ella sobre un cojín, según la costumbre de la época, con la cabeza caída sobre las labores interrumpidas. Incluso un perrillo blanco duerme arremolinado sobre sí mismo. La composición decreciente amplifica la sensación de relajamiento. La penumbra que invade la escena, rota por el halo que envuelve a María con el Niño, aparece matizada por las luces que destacan sutilmente cada detalle de la composición y crean, con el tratamiento fluido y borroso de los contornos, el espacio donde se sitúan las figuras plácidamente.
La historia continúa con la presentación del Patricio Juan y su esposa ante el papa Liberio. Murillo divide la escena, disponiendo a la izquierda al patricio y a su esposa ante el papa, que ha tenido el mismo sueño, y a la derecha representa dibujada en la lejanía la procesión que se dirige al monte para verificar el contenido de los sueños, en la que el papa Liberio reaparece bajo el palio. La escena principal se dispone en un amplio escenario de arquitectura clásica iluminado desde la izquierda. La luz incide principalmente sobre la mujer y el religioso que la acompaña, creando un contraluz con el que destaca sobre la desnuda arquitectura la figura del papa, retratado posiblemente con los rasgos de Alejandro VII. El mismo gusto por los contraluces se encuentra en la procesión, pintada con pincelada ligera y casi abocetada, donde las figuras de los espectadores del primer plano aparecen como bultos sumidos en la sombra, destacando de este modo la luminosidad de la procesión misma.

#### Pinturas para la iglesia de los capuchinos de Sevilla

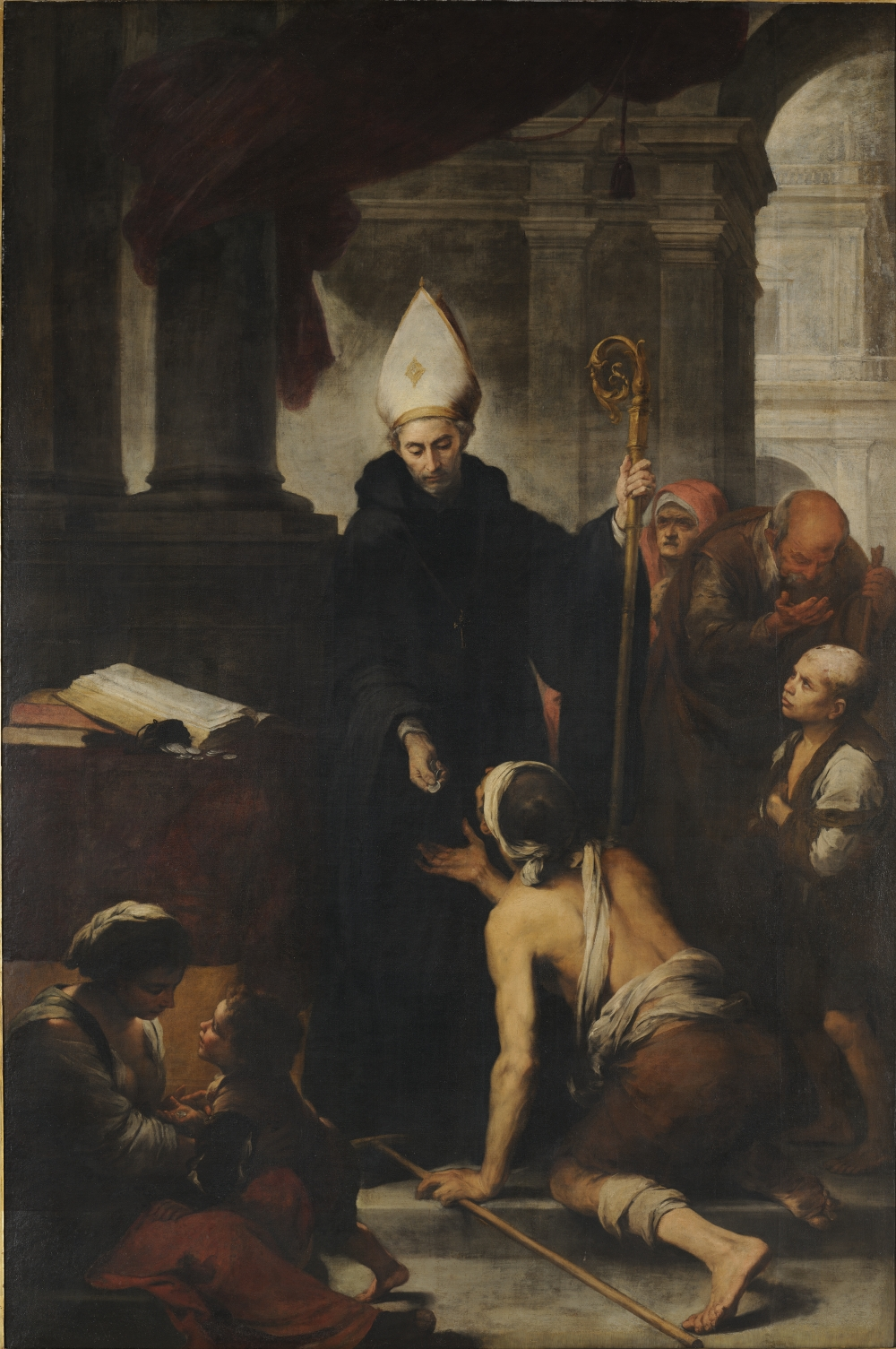
Santo Tomás de Villanueva, hacia 1668, óleo sobre lienzo, 283 x 188 cm, Sevilla, Museo de Bellas Artes. Pintado para una de las capillas laterales de la iglesia de los capuchinos, Murillo llamaba a este cuadro su Lienzo, según cuenta Antonio Palomino, quien destacaba la figura del mendigo de espaldas, «que parece verdad».

Tras algunas pinturas hechas hacia 1664 para el convento de San Agustín, de las que cabe destacar la que representa a San Agustín contemplando a la Virgen y a Cristo crucificado (Museo del Prado), entre 1665 y 1669 pintó en dos etapas 16 lienzos para la iglesia del convento de capuchinos de Sevilla, destinados a su retablo mayor, los retablos de las capillas laterales y el coro para el que pintó una Inmaculada. Tras la desamortización de Mendizábal de 1836 los cuadros pasaron al Museo de Bellas Artes de Sevilla, salvo el Jubileo de la Porciúncula que ocupaba el centro del retablo mayor, conservado en el Museo Wallraf-Richartz de Colonia. El repertorio de santos que forma este conjunto incluye, según Pérez Sánchez, algunas de las «obras capitales de su mejor momento». Las figuras emparejadas de San Leandro y San Buenaventura y de Santas Justa y Rufina, que ocupaban los lados del primer cuerpo del retablo, tienen ese carácter tan propio del pintor de vivos retratos y de profunda humanidad en sus expresiones serenas y melancólicas. Las santas sevillanas, acompañadas por algunos cacharros de cerámica de bella factura en alusión a su profesión de alfareras y a su martirio, sostienen una reproducción de la Giralda en recuerdo del terremoto de 1504, en el que según la tradición impidieron su caída abrazándose a ella, pero su presencia en el retablo se debe a que la iglesia se había construido en el lugar que ocupaba el antiguo anfiteatro donde habían recibido el martirio. También san Leandro aludía a la historia del templo, pues la tradición afirmaba que en aquel lugar había construido un convento antes de la conquista musulmana de la península ibérica, que ahora traspasaba alegóricamente a san Buenaventura, a quien, contrariamente a su habitual iconografía, Murillo representó barbado, por ser convento de capuchinos, y con la maqueta de una iglesia gótica, probablemente copiada de un grabado, para significar su antigüedad.
En los cuadros dedicados a santos franciscanos —San Antonio de Padua, San Félix Cantalicio—, pero especialmente en el San Francisco abrazando a Cristo en la Cruz que figura entre los cuadros más populares del pintor, la suavidad de luces y colores, armonizando sin violencia el pardo del hábito franciscano con los fondos verdosos o con el cuerpo desnudo de Cristo, intensifican el carácter íntimo de sus visiones místicas, despojadas de todo dramatismo. Muy representativa de la evolución del pintor es la Adoración de los pastores, pintada para altar de una capilla lateral. Comparada con otras versiones anteriores del mismo tema, como la conservada en el Museo del Prado de hacia 1650 y estricta observancia naturalista, se puede advertir en ella con toda claridad, la novedad que suponen estas pinturas en cuanto a la factura pictórica de su pincelada ligera y la utilización de la luz para crear con ella el espacio, valiéndose de los contraluces, frente al claroscuro y el modelado prieto de sus primeras obras.
Santo Tomás de Villanueva, el cuadro al que el pintor llamaba «su Lienzo», originalmente situado en la primera capilla de la derecha, ejemplifica bien el grado de magisterio alcanzado por el pintor en esta serie. Tomás de Villanueva, aunque agustino y no franciscano, había sido recientemente canonizado por Alejandro VII y como arzobispo de Valencia había destacado por su espíritu limosnero, lo que resalta Murillo disponiéndole rodeado de mendigos a los que socorre junto a una mesa con un libro abierto, cuya lectura ha abandonado, para significar de este modo que la ciencia teológica sin la caridad no es nada. La escena discurre en un interior de sobria arquitectura clásica y notable profundidad señalada por la alternancia de espacios iluminados y en sombras. Una monumental columna en el plano medio a contraluz permite crear un halo luminoso en torno a la cabeza del santo, cuya estatura acrecienta el mendigo tullido arrodillado ante él, con un estudiado escorzo de su espalda desnuda. Igual de estudiadas parecen las contrastadas psicologías de los mendigos socorridos, desde el anciano encorvado que acerca la mano a los ojos, con gesto de asombro o de incredulidad, la anciana que mira con semblante huraño y el muchacho tiñoso que aguarda suplicante, al niño que en el ángulo inferior izquierdo del lienzo y destacado a contraluz, muestra a su madre con radiante alegría las monedas que ha recibido.

#### La serie de las obras de misericordia para el Hospital de la Caridad
La Hermandad de la Caridad, fundada según la leyenda a mediados del siglo XV por Pedro Martínez, prebendado de la catedral, para dar sepultura a los ajusticiados, inició su andadura poco antes de 1578, cuando los hermanos alquilaron a la Corona la capilla de San Jorge situada en las Reales Atarazanas y se fecha su primera Regla, en la que se fijaba como objetivo propio de la hermandad enterrar a los muertos. Durante años llevó una vida lánguida, al punto que en 1640 la capilla se encontraba en ruinas y los hermanos decidieron su demolición, iniciando la construcción de una nueva, cuya conclusión se iba a demorar más de 25 años. La peste de 1649 permitió su revitalización, con la incorporación de nuevos hermanos, pero fue el ingreso de Miguel Mañara, heredero de una acaudalada familia de comerciantes de origen corso, y su elección como hermano mayor en diciembre de 1663, lo que impulsó la conclusión de las obras de la iglesia, a las que se añadió la conversión de un almacén de las Atarazanas en hospicio y la reforma de la propia hermandad, que ahora tendría también como objetivos acoger a los vagabundos y darles de comer en su hospicio, convertido en dispensario de incurables, y recoger a los enfermos abandonados para trasladarlos, a hombros de los hermanos si era necesario, hasta los hospitales donde los atendieran.
Fue Mañara con toda probabilidad el autor del programa decorativo, ajustado a un discurso narrativo coherente, y el responsable de elegir a sus artífices: Murillo y Valdés Leal, encargados de las labores pictóricas, Bernardo Simón de Pineda para la arquitectura de los retablos y Pedro Roldán a cargo de la escultura. El acta de la reunión de la hermandad del 13 de julio de 1670, recogida en el Libro de Cabildos, da información de lo que hasta ese momento se llevaba hecho y aclara su significado:

Así mismo propuso Nro. hermano mayor Don Miguel de Mañara como acavada la obra de nra. iglesia y puéstose en ella con la grandeza y hermosura que se ve seis jeroglíficos que explican seis de las obras de Misericordia, haviéndose dejado la de enterrar los muertos que es la principal de nro. Instituto para la Capilla mayor.

Los «jeroglíficos» allí mencionados, ilustración de las obras de misericordia, pueden identificarse con los seis cuadros de Murillo que, según las descripciones de Antonio Ponz y Juan Agustín Ceán Bermúdez, colgaban de los muros de la nave de la iglesia por debajo de la cornisa, formando otra de las series capitales de la etapa madura del pintor. Cuatro de ellos fueron robados por el mariscal Soult durante la guerra de Independencia y se encuentran actualmente dispersos en diferentes museos, conservándose en su lugar únicamente los dos mayores, de formato apaisado, que se situaban en el crucero. Sus asuntos, relacionado cada uno de ellos con una obra de misericordia, son: La curación del paralítico (Londres, National Gallery), visitar a los enfermos; San Pedro liberado por el ángel (San Petersburgo, Museo del Ermitage), redimir a los cautivos; Multiplicación de los panes y los peces, in situ, dar de comer al hambriento; El regreso del hijo pródigo (Washington, National Gallery of Art), vestir al desnudo; Abraham y los tres ángeles (Ottawa, National Gallery), dar posada al peregrino; y Moisés haciendo brotar el agua de la roca de Horeb, in situ, dar de beber al sediento. A propósito de ellos comentaba Ceán Bermúdez:

Los que no conceden a Murillo más que la hermosura del color, podrán observar en la espalda del paralítico de la piscina como entendía la anatomía del cuerpo humano: en los tres ángeles que se aparecen a Abrahán, las proporciones del hombre: en las cabezas de Cristo, Moysés, el padre de familia y de otros personages, la nobleza de los caracteres: la expresión del ánimo en las figuras del hijo Pródigo (...) y en fin verán en estos excelentes cuadros practicadas las reglas de la composición, de la perspectiva y de la óptica, como también la filosofía con que demostraba las virtudes y las pasiones del corazón humano.

Diego Angulo destacó, junto con la capacidad del pintor para no repetirse y su dominio de la gesticulación en los personajes secundarios, que con la diversidad de sus reacciones profundizan los contenidos narrativos, la amplitud del espacio arquitectónico representado en los pórticos de la piscina probática, donde por medio de la luz y el gradual desdibujamiento de las formas se alcanzan notables efectos de perspectiva aérea. En los dos lienzos mayores, los más complejos por composición y número de personajes, sin embargo, también recurrió a la inspiración ajena, habiéndose señalado deudas para el Moisés de un lienzo de igual asunto del genovés Gioacchino Assereto, que era bien conocido en Sevilla y actualmente se localiza en el Museo del Prado, y de Herrera el Viejo para la Multiplicación de los panes y los peces, reinterpretados ambos con su particular sensibilidad.

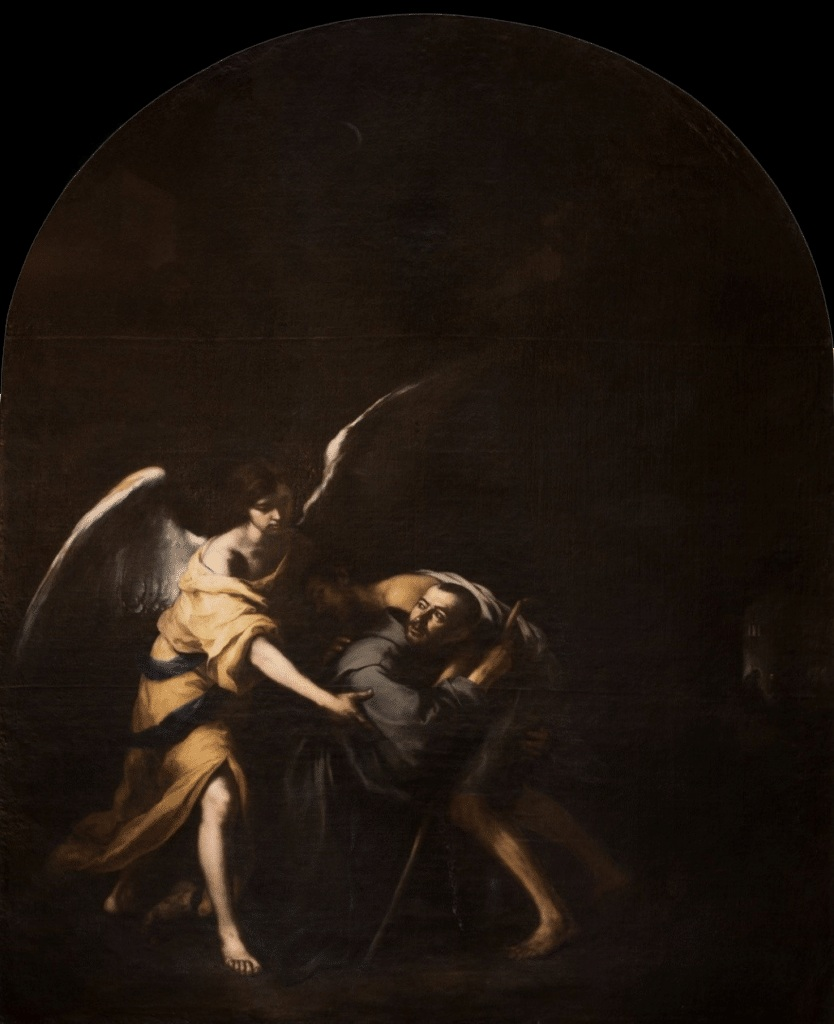
San Juan de Dios (detalle), 1672, Sevilla, iglesia del Hospital de la Caridad.

El ciclo de las obras de misericordia encargado a Murillo se completaba con el grupo escultórico del Entierro de Cristo ejecutado por Pedro Roldán, que por representar la obra caritativa más importante en el origen de la institución, enterrar a los muertos, ocupaba el retablo mayor. Aparte de esta serie, la hermandad pagó en 1672 otras cuatro pinturas entregadas por Murillo y Valdés Leal en ese año, cuyos asuntos completaban el mensaje de la anterior conforme a las inquietudes y meditaciones de Mañara, expresadas en su Discurso de la verdad.
Esos cuatro lienzos, rematados en medio punto, eran por una parte los célebres «jeroglíficos de las postrimerías» de Valdés Leal, situados a los pies de la nave, próximos a la entrada del templo, recordando al que entraba la caducidad de los bienes terrenos y la proximidad del juicio divino, en el que la balanza podía inclinarse del lado de la salvación mediante el ejercicio de las obras de misericordia mostradas en la serie anterior; pero como todos los motivos de esa serie habían sido tomados de la Biblia, los dos nuevos cuadros de Murillo, situados en los altares de la nave, venían a proponer a los hermanos modelos de caridad con los que pudieran identificarse más fácilmente, por la mayor cercanía de sus protagonistas: San Juan de Dios y Santa Isabel de Hungría curando a los tiñosos, conservados ambos en su lugar. Ambos servían como ejemplo hasta un grado heroico de las nuevas prácticas caritativas que Mañara había encomendado a la hermandad, implicándose personal y directamente en el ejercicio de la caridad, como él esperaba que hicieran los hermanos, cargando sobre sus hombros si era necesario a los mendigos enfermos en cualquier lado que los encontrasen, tal como había hecho el granadino Juan de Dios, o limpiando sus heridas sin volver el rostro «por muy llagado y asqueroso que esté»,
de lo que era ejemplo la santa reina húngara. Y es de este modo como Murillo mostraba a sus mendigos enfermos, incluso incidiendo en la interpretación realista y desagradable de las llagas, lo que no dejó de suscitar algunas críticas cuando el cuadro de Santa Isabel de Hungría llegó a París, llevado por las tropas francesas. Tantas críticas como elogios iba a recibir poco después en la misma Francia por la capacidad de los españoles para conjugar lo sublime y lo vulgar.

### Otras iconografías religiosas

#### La Inmaculada Concepción
Se conocen cerca de veinte cuadros con el tema de la Inmaculada pintados por Murillo, una cifra solo superada por José Antolínez y que ha hecho que se le tenga por el pintor de las Inmaculadas, una iconografía de la que no fue inventor, pero que renovó en Sevilla, donde la devoción se hallaba profundamente arraigada.

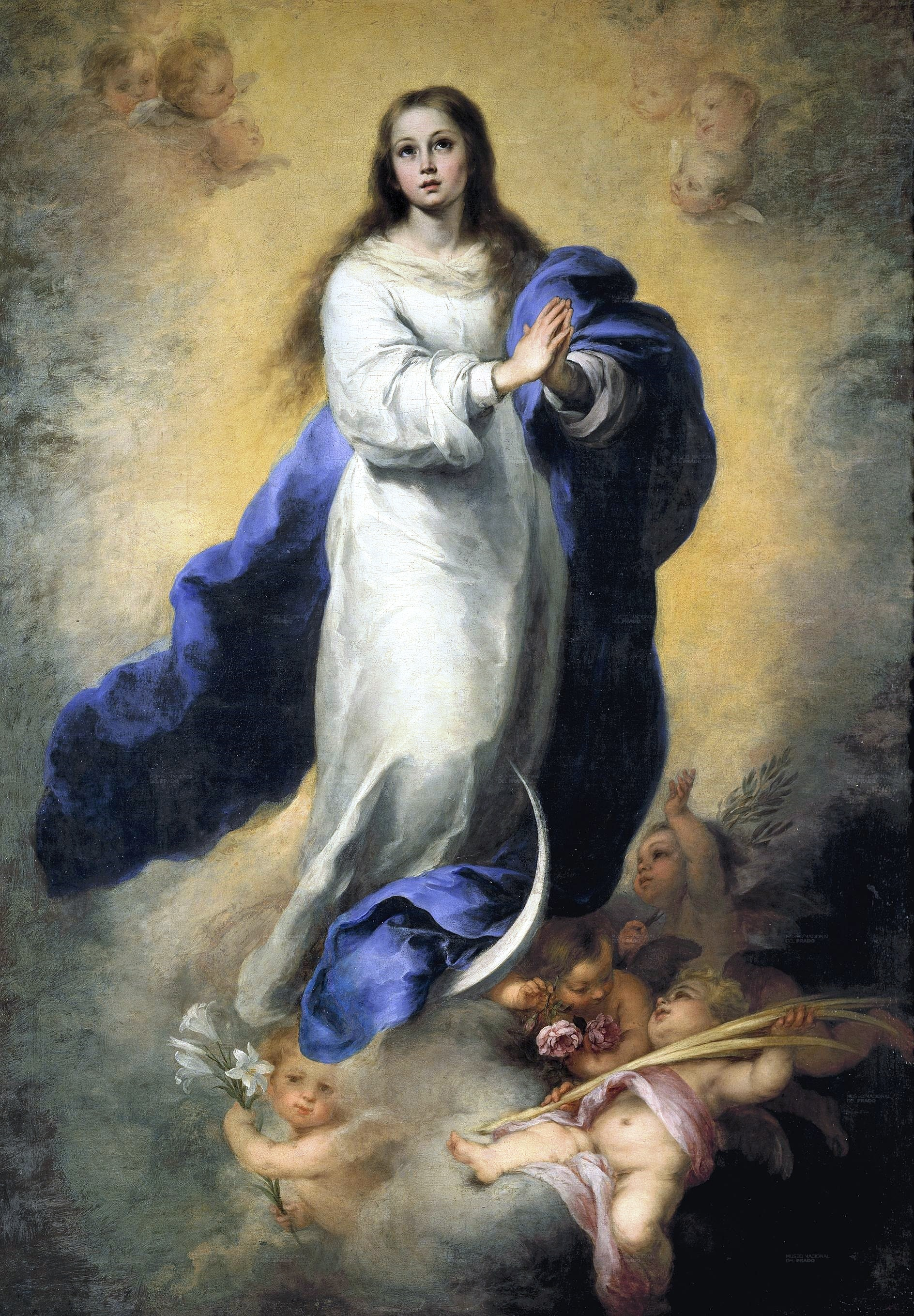
Inmaculada Concepción de El Escorial, hacia 1660-1665, óleo sobre lienzo, 206 x 144 cm, Madrid, Museo del Prado.

La más primitiva de las conocidas es, probablemente, la llamada Concepción Grande (Sevilla, Museo de Bellas Artes), pintada para la iglesia de los franciscanos donde se situaba sobre el arco de la capilla mayor, a gran altura, lo que permite explicar la corpulencia de su figura. Por su técnica puede llevarse a una fecha cercana a 1650, cuando se reconstruyó el crucero de la iglesia tras sufrir un hundimiento. Ya en esta primera aproximación al tema Murillo rompió decididamente con el estatismo que caracterizaba a las Inmaculadas sevillanas, atentas siempre a los modelos establecidos por Pacheco y Zurbarán. Influido posiblemente por la Inmaculada de Ribera para las agustinas descalzas de Salamanca, que pudo conocer por algún grabado, Murillo la dotó de vigoroso dinamismo y sentido ascensional mediante el movimiento de la capa. La Virgen viste túnica blanca y manto azul, conforme a la visión de la portuguesa Beatriz de Silva recordada por Pacheco en sus instrucciones iconográficas, pero Murillo prescindió por entero de los restantes atributos marianos que con carácter didáctico abundaban en las representaciones anteriores y, de la tradicional iconografía de la mujer apocalíptica, dejó sólo la luna bajo sus pies y el «vestido de sol», entendido como el fondo atmosférico de color ambarino sobre el que se recorta la silueta de la Virgen. Sobre una peana de nubes sostenida por cuatro angelotes niños y reducido el paisaje a una breve franja brumosa, la sola imagen de María bastaba a Murillo para explicar su concepción inmaculada.
La segunda aproximación de Murillo al tema inmaculista está relacionada también con los franciscanos, los grandes defensores del misterio, y es en rigor un retrato, el de fray Juan de Quirós, que en 1651 publicó en dos tomos Glorias de María. El cuadro, de grandes dimensiones y actualmente en el Palacio arzobispal de Sevilla, fue encargado en 1652 a Murillo por la Hermandad de la Vera Cruz que tenía su sede en el convento de San Francisco. El fraile aparece retratado ante una imagen de la Inmaculada, acompañada por ángeles portadores de los símbolos de las letanías, e interrumpe la escritura para mirar al espectador, sentado frente a una mesa en la que reposan los dos gruesos volúmenes que escribió en honor de María. El respaldo del sillón frailuno, superpuesto al borde dorado que enmarca la imagen, permite apreciar sutilmente que el retratado se encuentra ante un cuadro y no en presencia real de la Inmaculada, cuadro dentro del cuadro enmarcado por columnas y festones con guirnaldas. El modelo de la Virgen, con las manos cruzadas sobre el pecho y la vista elevada, es ya el que el pintor va a recrear, sin repetirse nunca, en sus muy numerosas versiones posteriores.

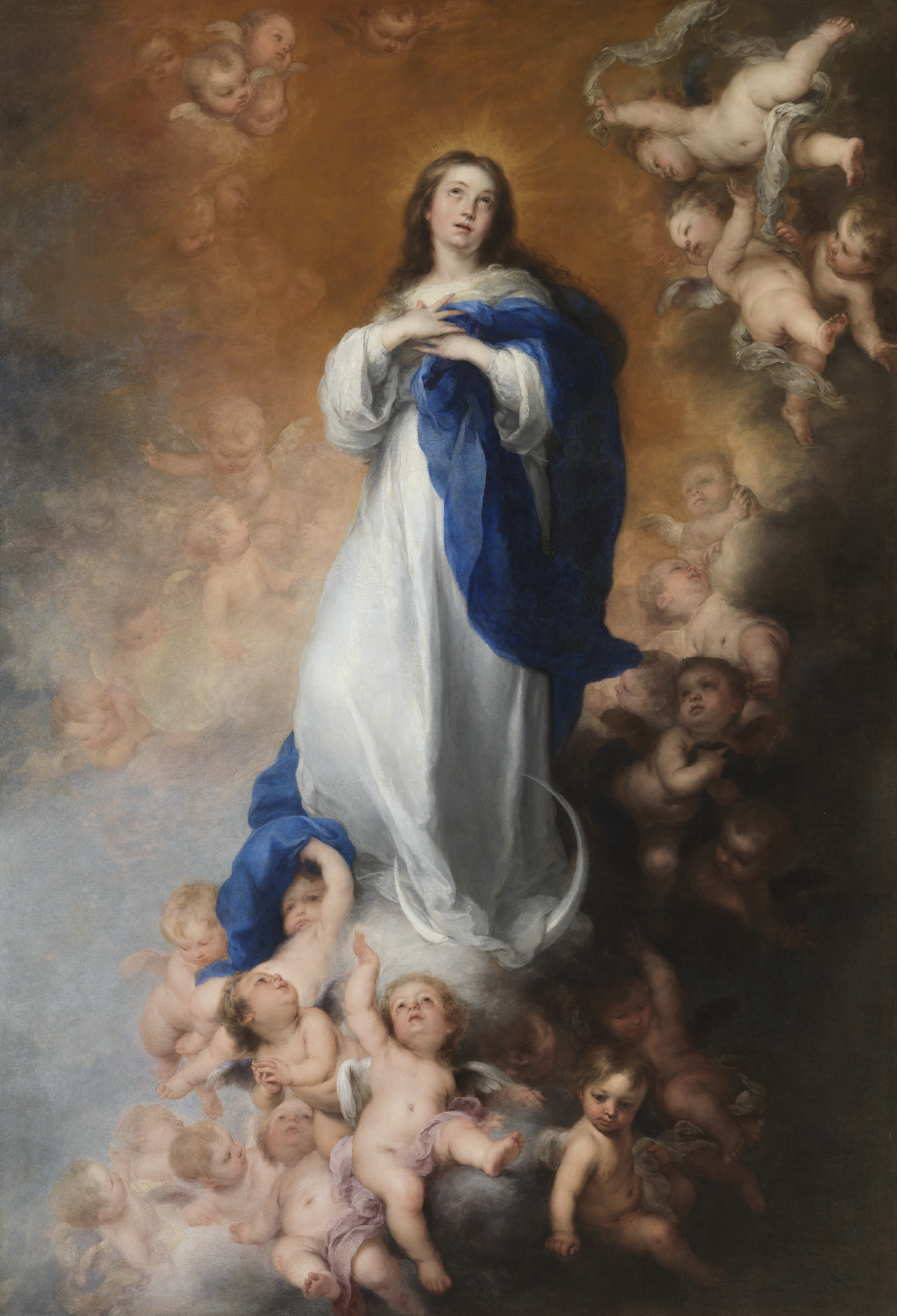
Inmaculada Concepción de los Venerables o Inmaculada Soult, hacia 1678, óleo sobre lienzo, 274 x 190 cm, Madrid, Museo del Prado.

En la Inmaculada pintada para la iglesia de Santa María la Blanca, a la que ya se ha hecho mención, también incluyó retratos de devotos del misterio. Torre Farfán identificó entre ellos al párroco, Domingo Velázquez, quien pudo sugerirle al pintor el complejo contenido teológico de este lienzo y de su pareja, el Triunfo de la Eucaristía. Ambos aparecen enlazados y se explican por los textos inscritos en las filacterias dibujadas en ellos: «in principio dilexit eam» (En el principio [Dios] la amó), texto formado con las primeras palabras del Génesis y un versículo del Libro de la Sabiduría (VIII, 3), texto que acompaña a la imagen de la Inmaculada, e «in finem dilexit eos, Joan Cap. XIII», con la alegoría de la Eucaristía, palabras tomadas del relato de la Última Cena en el Evangelio de Juan: «sabiendo Jesús que le había llegado la hora de pasar de este mundo al Padre, habiendo amado a los suyos, los amó hasta el fin». La Inmaculada, cuya definición dogmática reclamaban sus defensores, se asociaba de este modo con la Eucaristía, elemento central de la doctrina católica: la misma manifestación de amor a los hombres que había movido a Jesús al final de sus días en la tierra a encarnarse en el pan, había preservado a María del pecado antes de todos los tiempos. Y aunque es probable que a Murillo se le diesen tanto los asuntos como los textos inscritos, cabe recordar que los pintores sevillanos al ingresar en la academia de dibujo debían prestar juramento de fidelidad al Santo Sacramento y a la doctrina de la Inmaculada.
La Inmaculada de Santa María la Blanca responde por lo demás a un prototipo creado por el pintor hacia 1660 o poco más tarde, años a los que pertenece la llamada Inmaculada de El Escorial (Museo del Prado), una de las más bellas y conocidas del pintor, quien se sirvió aquí de una modelo adolescente, de mayor juventud que en sus restantes versiones. El perfil ondulante de la figura, con la capa apenas despegada del cuerpo en dirección diagonal, y la armonía de los colores azul y blanco del vestido con el gris plateado de las nubes por debajo del resplandor levemente dorado que envuelve la figura de la Virgen, son rasgos que se encuentran en todas sus versiones posteriores hasta la que probablemente sea la última: la Inmaculada Concepción de los Venerables, también llamada Inmaculada Soult (Museo del Prado), que podría haber sido encargada en 1678 por Justino de Neve para uno de los altares del Hospital de los Venerables de Sevilla. A pesar de su considerable tamaño, la Virgen aparece aquí de dimensiones más reducidas al aumentar considerablemente el número de angelitos que revolotean alegres a su alrededor, anticipando el gusto delicado del rococó. Sacada de España por el mariscal Soult, cuando se tenía, según Ceán Bermúdez, por «superior a todas las de su mano», fue adquirida por el Museo del Louvre en 1852 por 586 000 francos de oro, la cifra más alta que se había pagado hasta ese momento por un cuadro. Su posterior ingreso en el Museo del Prado se produjo como consecuencia de un acuerdo firmado entre el gobierno español y el francés de Philippe Pétain en 1940, cuando la estimación del pintor se encontraba en horas bajas, siendo canjeada junto con la Dama de Elche y otras obras de arte por una copia del retrato de Mariana de Austria de Velázquez, entonces propiedad del Museo del Prado, que en aquel momento se consideraba la versión original del retrato.

#### Jesús niño y san Juanito

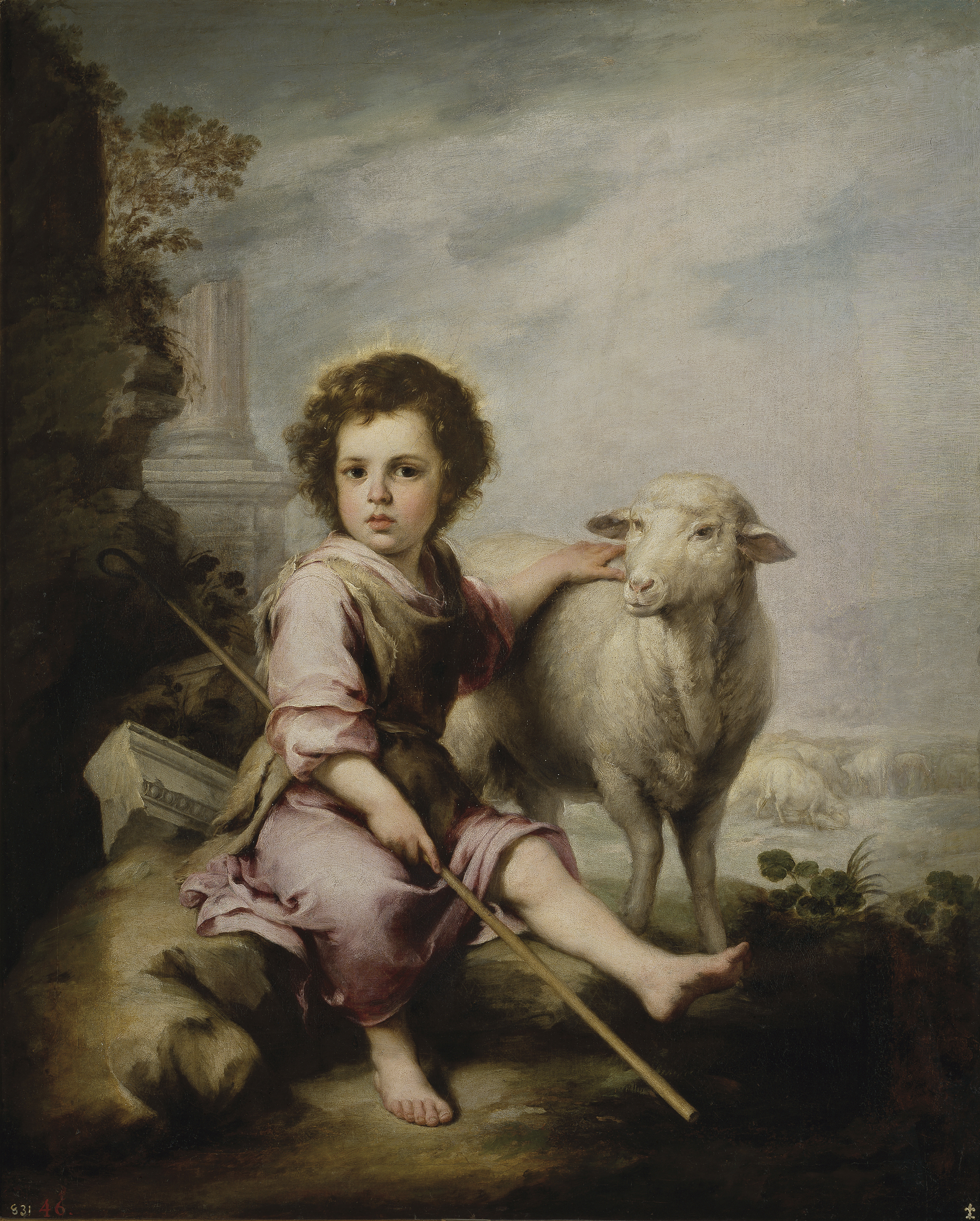
El Buen Pastor, hacia 1660, óleo sobre lienzo, 123 x 101 cm, Madrid, Museo del Prado.

La Virgen con el Niño en figura aislada y de cuerpo entero es otro de los temas tratados con frecuencia por Murillo. En este caso se trata generalmente de obras de reducido tamaño, destinadas probablemente a oratorios privados. La mayor parte de las conservadas fueron pintadas entre 1650 y 1660, con técnica aún claroscurista e, independientemente de su carácter devoto, con un acusado sentido naturalista de la belleza femenina y de la gracia infantil. A la influencia de Rafael, conocido a través de grabados, se debe sin duda la elegancia de los esbeltos modelos juveniles de sus Vírgenes así como la delicada expresión de los sentimientos maternales que hacen innecesario el acompañamiento de otros símbolos, más propios de la religiosidad medieval, pero que podían encontrarse, todavía, en las composiciones de Francisco de Zurbarán dedicadas al mismo asunto. Paralelamente se advierte la influencia de la pintura flamenca, bien representada en Sevilla, en el rico tratamiento de los ropajes, así en algunas de las versiones de las que existe un mayor número de copias antiguas, como son la Virgen del Rosario con el Niño del Museo del Prado o la Virgen con el Niño del Palacio Pitti, en la que a la tierna expresión de la Virgen y la juguetona actitud del Niño se une la elección de una rica gama de tonalidades pastel rosas y azules, anticipo del gusto rococó.
Con idéntico aliento naturalista trató otros motivos del ciclo de la infancia de Cristo, como la Huida a Egipto (Detroit Institute of Arts) o la Sagrada Familia (Prado, Derbyshire, Chatsworth House). El interés del pintor por los temas de la infancia y la propia evolución de la sentimentalidad barroca se pondrán de manifiesto también en las figuras aisladas del Niño Jesús dormido sobre la cruz o bendiciendo y del Bautista niño, o San Juanito, de entre las que cabría recordar la versión conservada en el Museo del Prado, obra tardía, fechable hacia 1675, y una de las más divulgadas del pintor, en la que el Niño con gesto místico y el cordero que lo acompaña se dibujan con pincelada fluida sobre un paisaje plateado de perfiles deshechos.
Del viejo tema del Buen Pastor, interpretado por Murillo en versión infantil, se conocen tres versiones: la que probablemente sea la más antigua de ellas, la del Museo del Prado, pintada hacia 1660, presenta al Niño reposando una mano en la oveja extraviada, erguido, mirando al espectador con cierto aire melancólico y sentado en un bucólico paisaje de ruinas clásicas, lo que hace de ella una eficaz imagen devocional. Una versión posterior, en Londres, Colección Lane, con Jesús en pie conduciendo el rebaño, deja más espacio al paisaje pastoril y el rostro del Niño, dirigido ahora al cielo, gana en expresividad. Su pareja en el pasado, el San Juanito y el cordero de Londres, National Gallery, en el que el pequeño Bautista aparece con el rostro risueño mientras abraza al cordero con infantil frescura, llamó la atención de Gainsborough que pudo poseer una copia e inspirarse en él para su Niño con perro de la colección Alfred Beit. La última versión de este tema (Fráncfort, Städelsches Kunstinstitut), trabajada con notable soltura de pincel y colores suaves, pertenece ya a los años postreros del pintor, con un sentido de la belleza más acentuadamente dulce y delicado. Los niños de la concha del Museo del Prado, donde el Niño Jesús y san Juanito aparecen juntos en actitud de jugar es, como las anteriores, una imagen devocional dirigida a una piedad sencilla, pero servida con una depurada técnica pictórica, enormemente popular.

#### Temas de la Pasión

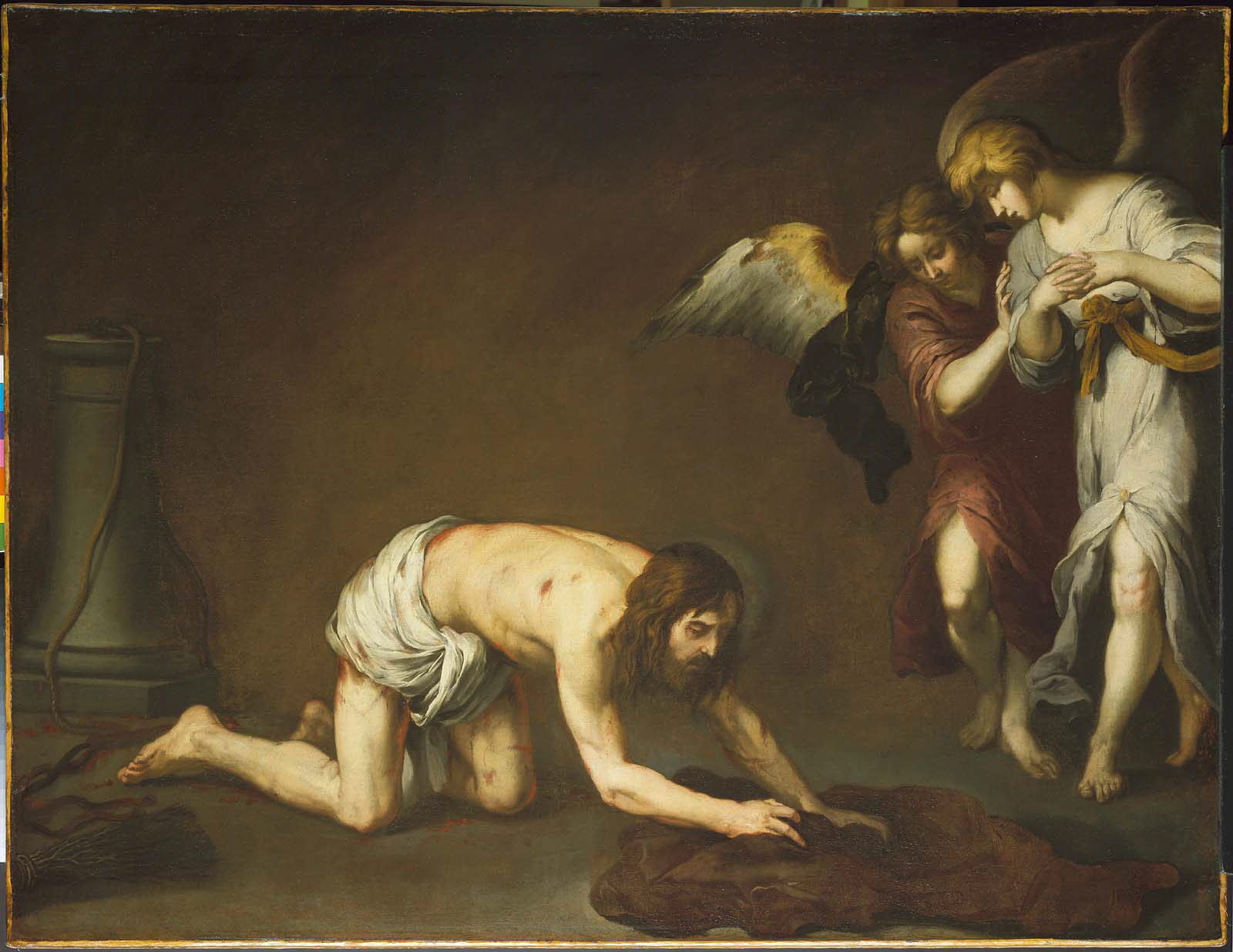
Cristo después de la flagelación, óleo sobre lienzo, 113 x 147 cm, Boston, Museum of Fine Arts.

En la pintura de Murillo las escenas de martirio, aunque no falten —Martirio de san Andrés, Museo del Prado— son muy raras. Mucho más frecuentes son las imágenes devocionales y piadosas que le permiten incidir en los aspectos emotivos del asunto representado, despojado de todo contexto narrativo, del mismo modo como abordará los temas de la Pasión de Cristo.
El Ecce homo en figura aislada y formando pareja con la Dolorosa, conforme al modelo de Tiziano, es de los temas de la Pasión la imagen que más se repite, ya sea de busto (Museo del Prado), de medio cuerpo (Nueva York, Hecksecher Museum, h. 1660-70; El Paso, El Paso Museum of Art, h. 1675-82), o en figura completa y sentado (Madrid, colección particular), como pudiera serlo el que formase pareja con la Dolorosa del Museo de Bellas Artes de Sevilla. Otra iconografía que se repite es la del Cristo tras la flagelación (Boston, Museum of Fine Arts, h. 1665-1670, y Universidad de Illinois en Urbana-Champaign), asunto no evangélico, pero ampliamente tratado por los oradores sagrados, que gustarán de proponer al cristiano, por su fuerza expresiva, la contemplación del redentor desvalido y magullado, recogiendo pudorosamente las vestiduras que han quedado esparcidas por la sala como ejemplo de humildad y de mansedumbre.
Relacionado con este, el tema del Cristo a la columna con san Pedro en lágrimas, que invita a meditar sobre la necesidad del arrepentimiento y el sacramento del perdón, tiene en la producción de Murillo un ejemplo notable por el cliente para el que se pintó, el canónigo Justino de Neve, y por el rico y raro material empleado como soporte: una lámina de obsidiana procedente de México. La pequeña pieza se mencionaba en el inventario de los bienes de Neve hecho a su muerte formando pareja con una Oración en el huerto pintada sobre el mismo material y ambas fueron adquiridas en su almoneda por el cirujano Juan Salvador Navarro, de cuya propiedad pasaron a la de Nicolás de Omazur (Louvre).
En las imágenes de Cristo en la cruz los modelos seguidos son grabados flamencos y no las instrucciones iconográficas de Francisco Pacheco. Cristo se representa generalmente ya muerto, con la señal de la lanzada en el costado y sujeto al madero por tres clavos. Son por lo común piezas de pequeño tamaño y alguna vez pintadas sobre pequeñas cruces de madera como destinadas a la devoción privada y, del mismo modo que había hecho Martínez Montañés en el Cristo de los cálices, imagen de mucha devoción en Sevilla, atenuadas las huellas del martirio para no entorpecer con el abuso de la sangre la contemplación de la bella figura de Cristo.

### Los géneros profanos

#### La pintura de género

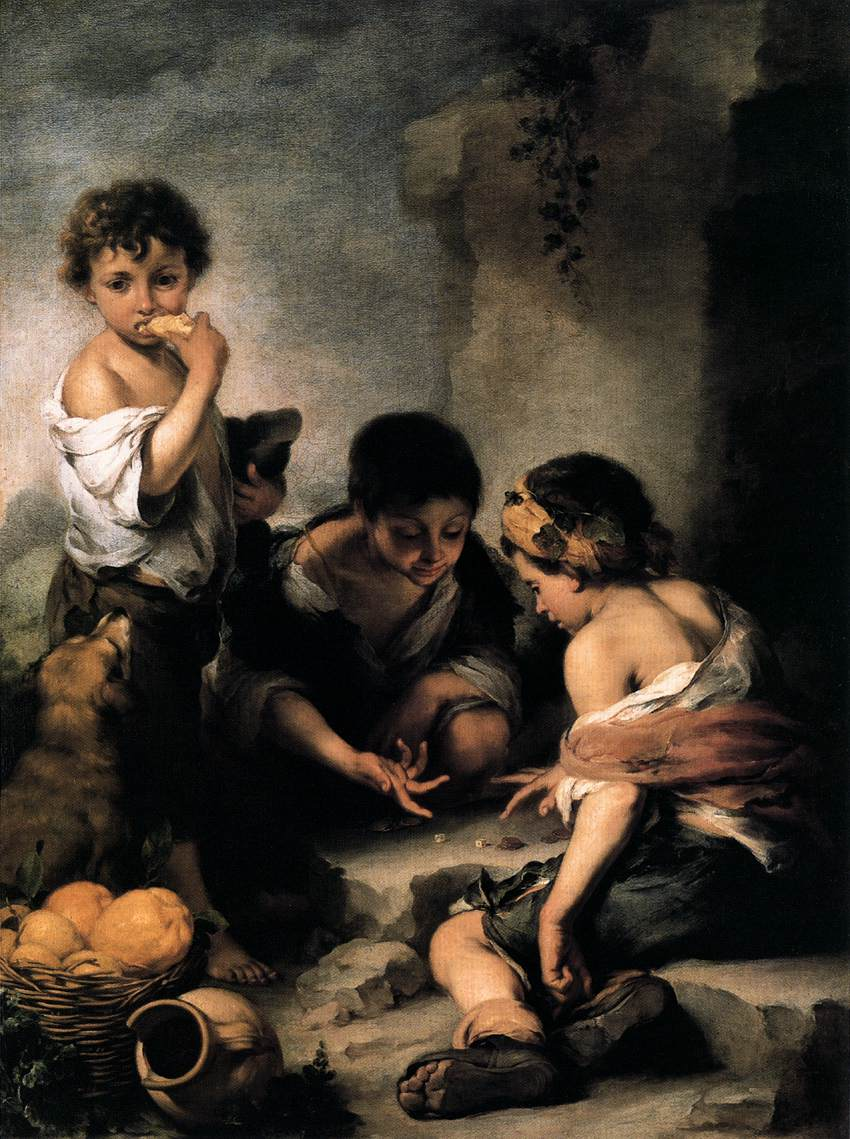
Niños jugando a los dados, hacia 1665-1675, óleo sobre lienzo, 140 x 108 cm, Múnich, Alte Pinakothek.

En la amplia producción de Murillo se recogen también alrededor de 25 cuadros de género, con motivos principalmente, aunque no exclusivamente, infantiles. Las primeras noticias que se tienen de casi todos ellos proceden de fuera de España, lo que induce a pensar que fueron pintados por encargo de algunos de los comerciantes flamencos asentados en Sevilla, clientes también de pinturas religiosas como pudiera ser Nicolás de Omazur, importante coleccionista de las obras del pintor, y con destino al mercado nórdico, como contrapunto laico quizá de las escenas dedicadas a la infancia de Jesús. Algunos de ellos, como los Niños jugando a los dados de la Alte Pinakothek de Múnich, aparecieron mencionados ya a nombre de Murillo en un inventario efectuado en Amberes en 1698 y a comienzos del siglo XVIII fueron adquiridos por Maximiliano de Baviera para la colección real bávara.
Las influencias que pudiera haber recibido del pintor danés Eberhard Keil, llegado a Roma en 1656, y de los bamboccianti holandeses, no bastan por otra parte para explicar el enfoque murillesco del género, que en la escala de sus figuras, integradas en fondos paisajísticos reducidos —pero en todo caso mayores que en la pintura de Keil, quien llena el espacio con sus figuras— y en la elección de sus asuntos, puramente anecdóticos y reflejados con espontánea alegría, crea una pintura de género sin precedentes, nacida del espíritu naturalista de su tiempo y de la atracción que en el pintor ejerce la psicología infantil, puesta de manifiesto también, como ya se ha constatado, en su pintura religiosa.
Aunque sus protagonistas son habitualmente niños mendigos o de familias humildes, pobremente vestidos e incluso harapientos, sus figuras transmiten siempre optimismo, pues el pintor busca el momento feliz del juego o de la merienda a la que se entregan divertidos. La soledad y el aire de conmiseración con que retrató al Niño espulgándose del Museo del Louvre, que por su técnica y el tratamiento de la luz puede fecharse hacia 1650 o algo antes, desaparecerá en las obras posteriores, con fechas que van de 1665 a 1675. La comparación, propuesta ya por Diego Angulo, entre el Niño espulgándose del Louvre y otro cuadro de asunto semejante, pero de fecha posterior, el que representa a una Abuela despiojando a su nieto, conservado en la Pinacoteca de Múnich, ilustra el cambio de actitud: las notas de tristeza y soledad han desaparecido por completo y lo que atrae al pintor es el espíritu infantil siempre dispuesto al juego, retratando al niño entretenido con un mendrugo de pan y distraído con el perrillo que juega entre sus piernas mientras la abuela se encarga de su higiene, trasladando quizá a la pintura el viejo refrán, «niño con piojos saludable y hermoso». Esa alegría infantil es la protagonista absoluta de otro lienzo de pequeño formato tratado con pincelada vivaz y abocetada conservado en la National Gallery de Londres, el llamado Niño riendo asomado a la ventana, sin otra anécdota que la simple sonrisa abierta del muchacho asomado a la ventana desde la que ve algo que a él le hace reír, pero que a los espectadores del cuadro se les oculta. También se percibe en la obra del Ermitage ruso Muchacho con un perro.

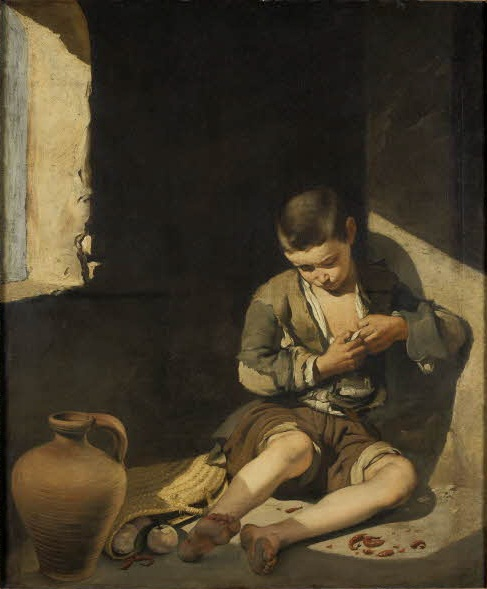
Niño espulgándose, hacia 1650, París, Museo del Louvre.
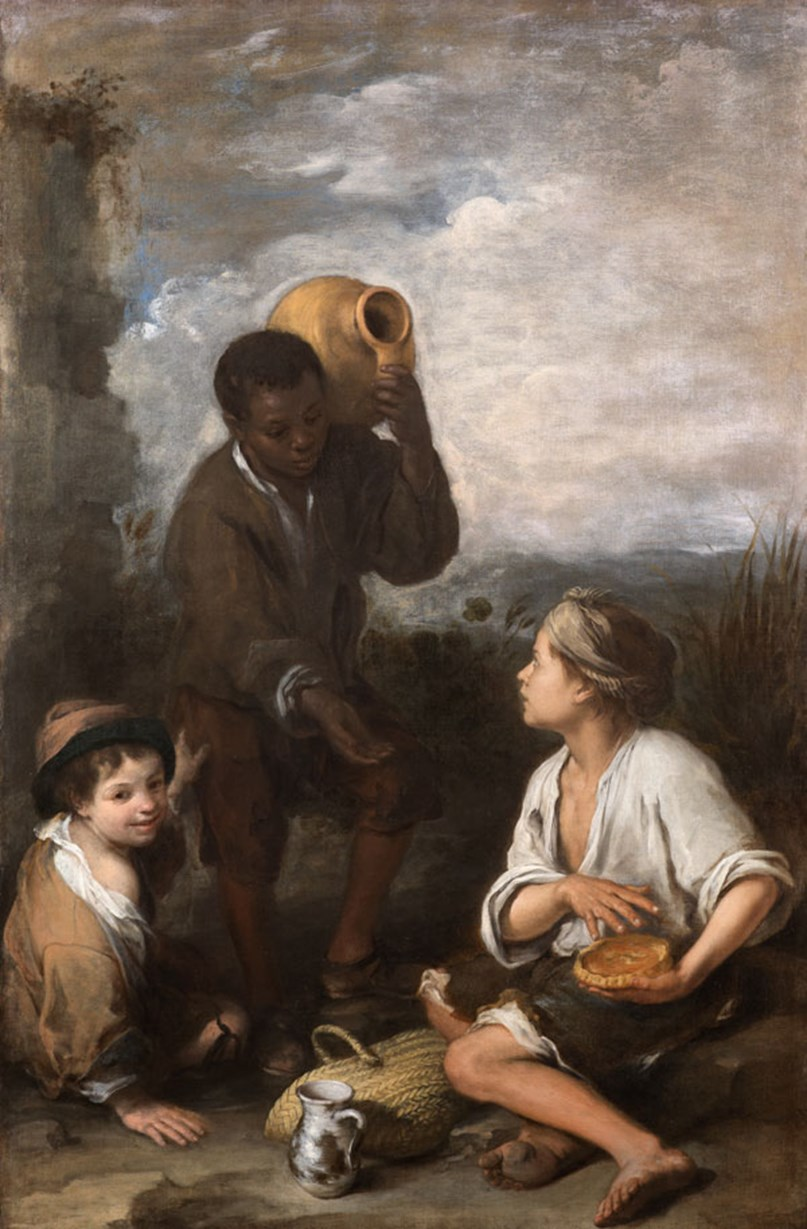
Tres muchachos (Dos golfillos y un negrito), hacia 1670, Londres, Dulwich Picture Gallery.
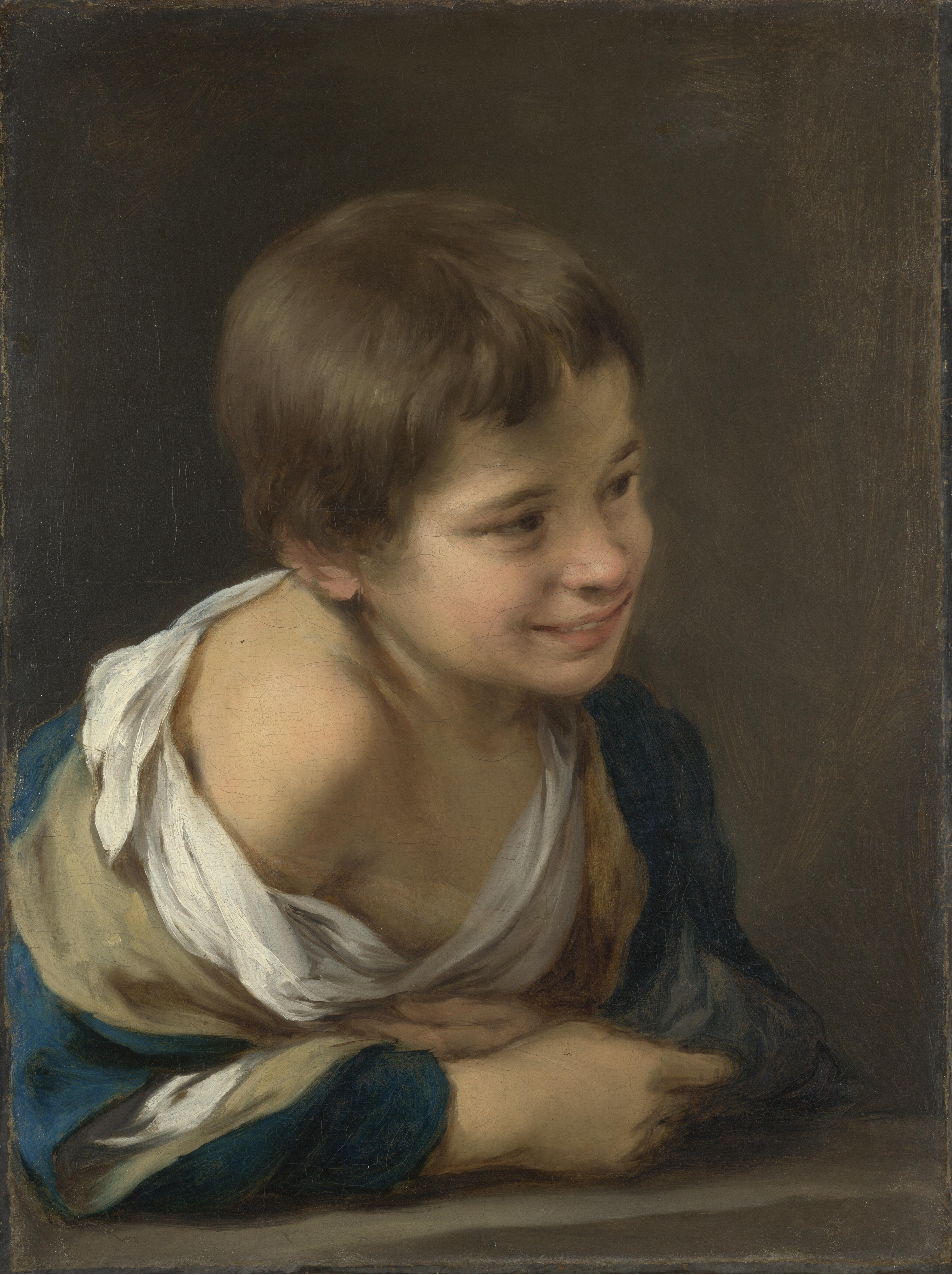
Niño riendo asomado a la ventana, hacia 1675, Londres, National Gallery.

Cuadros como Dos niños comiendo de una tartera y Niños jugando a los dados —juego desaprobado por los moralistas—, conservados ambos en la pinacoteca de Múnich, aunque pudieran estar inspirados también en refranes o relatos de corte picaresco, que no han podido ser identificados, no parecen responder a otra intención que la de retratar con tono amable a grupos de niños que manifiestan su alegría en el juego o comiendo golosos, y que son capaces de sobrevivir con sus limitados recursos gracias a la vitalidad que les otorga su propia juventud. De tono similar, pero quizá con mayor contenido argumental, son los dos conservados en la Dulwich Picture Gallery: Invitación al juego de pelota a pala, que refleja las dudas del niño enviado a hacer algún recado cuando otro, de aspecto pícaro, le invita a participar en el juego, y el llamado Tres muchachos o Dos golfillos y un negrito, cuya leve anécdota permite al pintor confrontar diversas reacciones psicológicas ante un hecho inesperado: un niño negro con un cántaro al hombro, en el que Murillo podría haber retratado a Martín, su esclavo negro atezado, nacido hacia 1662, llega hasta donde se encuentran otros dos muchachos dispuestos a merendar y con gesto amable les pide un pedazo de la tarta que van a comer, a lo que uno de ellos reacciona divertido en tanto el que tiene la tarta intenta ocultarla entre sus manos con gesto temeroso.
Con el mismo tono amable y anecdótico, atraído por los desheredados y la gente sencilla, con sus reacciones espontáneas, en Dos mujeres en la ventana (Washington, National Gallery of Art) retrató probablemente una escena de burdel, como se viene señalando desde el siglo XIX. La llamada Muchacha con flores de la Dulwich Picture Gallery, tenida alguna vez por pintura de género y confundida con una vendedora de flores, responde en cambio mejor al género alegórico y puede interpretarse como una representación de la Primavera, cuya pareja podría ser la personificación del Verano en forma de joven cubierto con turbante y espigas, recientemente ingresada en la National Gallery of Scotland. Podría tratarse de los dos cuadros representando dichas estaciones del año que Nicolás de Omazur adquirió en la testamentaría de Justino de Neve, y no serían además las únicas alegorías pintadas por Murillo, pues Omazur era también propietario de un cuadro, actualmente en paradero desconocido, dedicado a La Música, Baco y el Amor.

#### Retratos

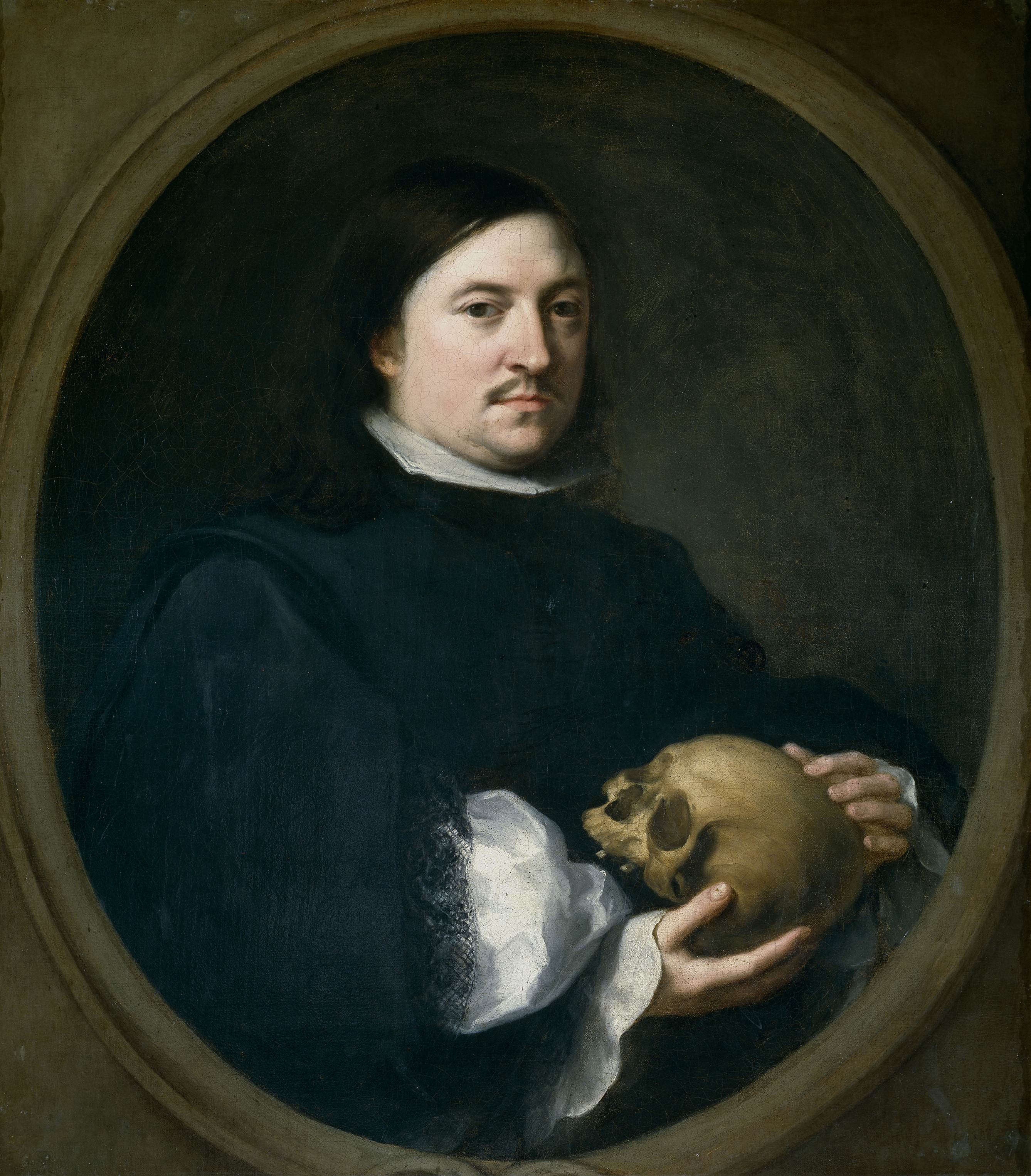
Nicolás de Omazur, 1672, óleo sobre lienzo, 83 x 73 cm, Madrid, Museo del Prado.

Aunque su número es relativamente reducido, los retratos pintados por Murillo se encuentran repartidos a lo largo de toda su carrera y presentan una notable variedad formal, a lo que no sería ajeno el gusto de los clientes. El del canónigo Justino de Neve (Londres, National Gallery), sentado en su escritorio, con un perrillo faldero a sus pies y ante un elegante fondo arquitectónico abierto a un jardín, responde perfectamente a modelos propios del retrato español, con el acento puesto en la dignidad del personaje retratado. Retratos de cuerpo entero como el de Don Andrés de Andrade del Metropolitan de Nueva York o el Caballero con golilla del Museo del Prado, acusan la doble influencia de Velázquez y Anton van Dyck que volverá a exhibir con notable maestría, pincelada fluida y sobriedad de color, en el retrato de Don Juan Antonio de Miranda y Ramírez de Vergara (Madrid, colección duques de Alba), una de las últimas obras del pintor, fechada con precisión en 1680 cuando el modelo, canónigo de la catedral, contaba 25 años.
Los retratos de Nicolás de Omazur (Museo del Prado), como el de su esposa Isabel de Malcampo —conocido solo por una copia—, de medio cuerpo e inscritos en un marco ilusionista, responden por el contrario al gusto más específicamente flamenco y neerlandés, tanto por el formato como por su contenido alegórico, al retratarlos llevando en las manos ella unas flores y él una calavera, símbolos propios de la pintura de vanitas, de rica tradición nórdica. Es este el formato elegido también para sus dos autorretratos, uno más juvenil, que se finge pintado sobre una piedra de mármol al modo de un relieve clásico, y el de la National Gallery de Londres, pintado para sus hijos, inscrito en un marco oval a la manera de un trampantojo y acompañado por las herramientas propias de su oficio.
Muy singular y ajeno a todos estos modelos es el Retrato de Don Antonio Hurtado de Salcedo, también llamado El cazador (hacia 1664, colección particular), retrato de gran formato por ir destinado a ocupar un lugar de privilegio en la casa de su cliente, luego marqués de Legarda, al que retrata en plena montería, de frente y erguido, con la escopeta apoyada en tierra y en compañía de un sirviente y tres perros. Nada en él recuerda a los retratos pintados por Velázquez de miembros de la familia real en traje de caza; y al contrario, parece más cercano a ciertas obras de Carreño con posible influencia vandyckiana.

### Últimos trabajos y muerte

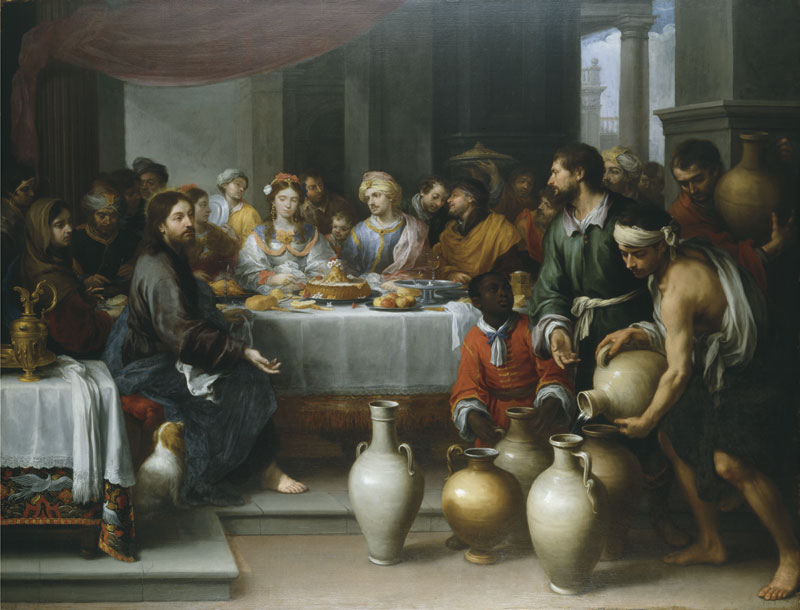
Las bodas de Caná, hacia 1670-1675, óleo sobre lienzo, 179 x 235 cm, Birmingham, The Barber Institute. El banquete de bodas permite a Murillo representar una escena de vivo colorido y diversidad de vestuario, con toques orientalizantes también en el mantel, además de un variado repertorio de objetos de bodegón, con el gran cántaro de cerámica como eje de la composición.

Tras la serie del Hospital de la Caridad, espléndidamente pagada, Murillo no recibió nuevos encargos de esa envergadura. Un nuevo ciclo de malas cosechas llevó a la hambruna de 1678 y dos años después un terremoto causó serios daños. Los recursos de la iglesia se dedicaron a la caridad, aplazando el embellecimiento de los templos. Con todo a Murillo no le faltó el trabajo gracias a la protección dispensada por sus viejos amigos, como el canónigo Justino de Neve y los comerciantes extranjeros establecidos en Sevilla, que le encargaron tanto obras de devoción para sus oratorios privados como escenas de género. Nicolás de Omazur, llegado a Sevilla en 1656 con catorce años, llegó a reunir hasta 31 obras de Murillo, alguna tan significativa como Las bodas de Caná de Birmingham, Barber Institute. Otro de esos comerciantes aficionado al pintor fue el genovés Giovanni Bielato, establecido en Cádiz hacia 1662. Bielato falleció en 1681 dejando al convento de capuchinos de su ciudad natal los siete cuadros de Murillo de diferentes épocas que poseía, dispersos en la actualidad en diversos museos. Entre ellos figuraba una nueva versión en formato apaisado del tema de Santo Tomás de Villanueva dando limosna (Londres, The Wallace Collection, hacia 1670), con un nuevo y admirable repertorio de mendigos. Además legó a los capuchinos de Cádiz cierta cantidad de dinero que emplearon en la pintura del retablo de su iglesia, encargado a Murillo.
La leyenda de su muerte, tal como la refiere Antonio Palomino, se relaciona precisamente con este encargo, pues habría muerto como consecuencia de una caída del andamio cuando pintaba, en el propio convento gaditano, el cuadro grande de los Desposorios de Santa Catalina. La caída, sostenía Palomino, le produjo una hernia que «por su mucha honestidad» no se dejó reconocer, muriendo a causa de ella poco tiempo después. Lo cierto es que el pintor comenzó a trabajar en esta obra sin salir de Sevilla a finales de 1681 o comienzos de 1682, sobreviniéndole la muerte el 3 de abril de este año. Solo unos días antes, el 28 de marzo, había participado aún en uno de los repartos de pan organizados por la Hermandad de la Caridad, y su testamento, en el que nombraba albaceas a su hijo Gaspar Esteban Murillo, clérigo, a Justino de Neve y a Pedro Núñez de Villavicencio, va fechado en Sevilla el mismo día de su muerte. En él declaraba estar en deuda con Nicolás de Omazur, a quien había entregado dos lienzos pequeños por valor de sesenta pesos a cuenta de los cien que Omazur la había entregado y que dejaba sin acabar dos lienzos de devoción, uno de Santa Catalina que le había encargado Diego del Campo y por el que ya había cobrado los 32 pesos convenidos y otro de medio cuerpo de Nuestra Señora, encargado por un tejedor «de cuyo nombre no me acuerdo», además del gran lienzo de los Desposorios místicos de santa Catalina para el altar mayor de los capuchinos de Cádiz, del que pudo completar sólo el dibujo sobre el lienzo e iniciar la aplicación del color en las tres figuras principales. De su terminación se encargaría su discípulo Francisco Meneses Osorio, a quien corresponden íntegros los restantes lienzos del retablo conservados todos ellos en el Museo de Cádiz.

## Discípulos y seguidores

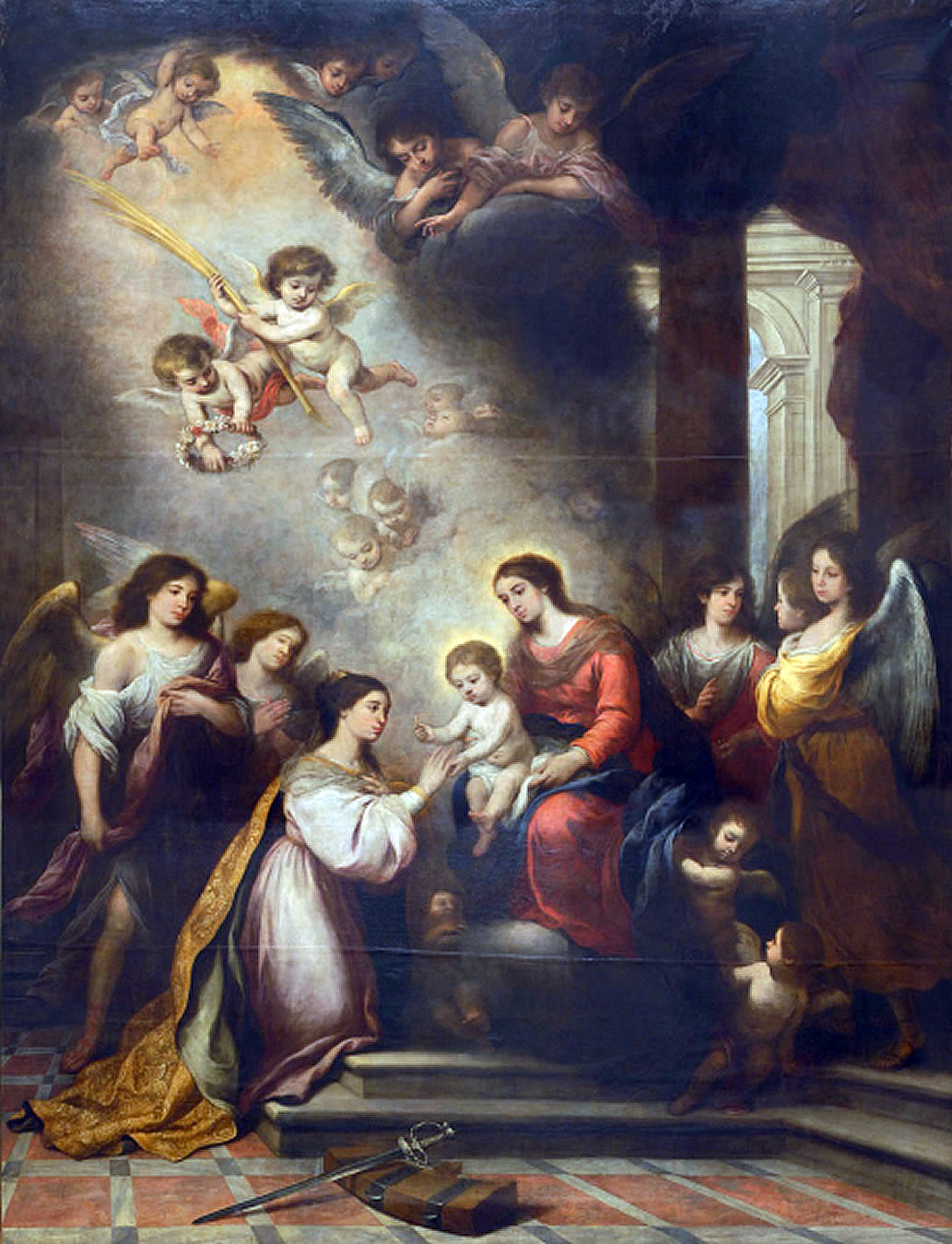
Los desposorios místicos de santa Catalina, óleo sobre lienzo, 449 x 325 cm, Cádiz, Museo de Cádiz. La muerte sorprendió a Murillo cuando trabajaba en las pinturas para el retablo mayor de la iglesia de los capuchinos de Cádiz al que pertenecen los Desposorios místicos de santa Catalina, cuya ejecución hubo de completar Francisco Meneses Osorio.

En las últimas décadas del siglo XVII la pintura amable y sosegada de Murillo, con sus modelos de Vírgenes y santos impregnados de una sentimentalidad dulce y delicada, se impuso en Sevilla a la más decididamente barroca y de tintes dramáticos de Valdés Leal, llenando con su influjo buena parte de la pintura sevillana de la centuria siguiente. Se trata, sin embargo, de una influencia superficial, centrada en la imitación de modelos y composiciones, sin alcanzar ninguno de sus seguidores el dominio del dibujo ligero y suelto ni la luminosidad y transparencia del color propias del maestro. De los discípulos directos el mejor conocido y más cercano es Francisco Meneses Osorio, que completó el trabajo apenas iniciado por Murillo en el retablo de los capuchinos de Cádiz. Pintor independiente desde 1663, en sus obras más personales se advierte junto con la influencia murillesca la más retardataria de Zurbarán. Otro tanto ocurre con Cornelio Schut, quien llegó a Sevilla probablemente ya formado como pintor, de quien se conocen algunos dibujos muy próximos a los de Murillo. Sus obras al óleo, sin embargo, nunca pasan de discretas y acusan diversidad de influencias. Personalidad singular es la de Pedro Núñez de Villavicencio, amigo más que discípulo y caballero de la Orden de Malta, lo que le permitió entrar en contacto con la pintura de Mattia Preti. No obstante, sus cuadros con asuntos infantiles (Niños jugando a los dados, Museo del Prado) apenas recuerdan los del maestro si no es por el tema, pues se apartó de él tanto en la composición, siempre más abigarrada en el discípulo, como en la técnica, en la que empleó pinceladas cargadas de pasta.
Vinculados a la pintura de Murillo, sin que quepa precisar el grado de relación personal, estuvieron Jerónimo de Bobadilla, Juan Simón Gutiérrez y Esteban Márquez de Velasco, de quienes han llegado algunas obras de cierta calidad muy influidas por el maestro, y el granadino Sebastián Gómez, sobre el que se tejió una leyenda que lo hacía el «esclavo pintor» de Murillo, probablemente por trazar un paralelismo con Velázquez y Juan de Pareja. Con Alonso Miguel de Tovar y Bernardo Lorente Germán, el pintor de las Divinas Pastoras, la influencia de Murillo se adentra en la primera mitad del siglo XVIII. Ambos, junto con Domingo Martínez, murillesco en el gusto por lo delicado y lo tierno, sirvieron a la corte durante su estancia en Sevilla de 1729 a 1733, un momento de gloria para la pintura de Murillo dada la afición que le demostró la reina Isabel de Farnesio, que compró cuantas obras pudo y entre ellas gran parte de las que actualmente se conservan de su mano en el Museo del Prado. Por esas fechas no quedaba ya en Sevilla ninguna de sus pinturas de género y Palomino escribía, con cierto desconsuelo, pues lo que se valoraba era la dulzura del color antes que el dibujo, que «así hoy día, fuera de España, se estima un cuadro de Murillo, más que uno de Ticiano, ni de Van-Dick. ¡Tanto puede la lisonja del colorido, para granjear el aura popular!».

## Recepción y valoración crítica
Cuadros de Murillo se documentan desde fechas tempranas en colecciones flamencas y alemanas, principalmente escenas de género como Niños comiendo uvas y melón, en Amberes posiblemente desde 1658, y Niños jugando a los dados, documentado en 1698 en la misma ciudad donde ambos cuadros fueron adquiridos para Maximiliano II. También antes de terminar el siglo llegaron algunas de sus obras a Italia, en este caso de carácter religioso, donadas por el comerciante Giovanni Bielato, y a Inglaterra, llevadas por un tal lord Godolphin que en 1693 habría comprado por un elevado precio el cuadro titulado Niños de Morella, probablemente el que actualmente se conoce como Tres muchachos, subastado con la colección del ministro plenipotenciario inglés en Roma. Pero el impulso decisivo para la mayor extensión de su fama vino dado por la primera biografía dedicada al pintor, incluida en la edición latina de 1683 de la Academia nobilissimae artis pictoriae del pintor y tratadista Joachim von Sandrart, quien solo mencionaba a Velázquez, cuyos retratos habían asombrado a los romanos, y dedicaba una biografía a José de Ribera, pero incluyéndolo entre los italianos, siendo por tanto Murillo el único de los españoles con biografía propia, ilustrada además con su autorretrato. En realidad, excepto el dato del nacimiento en Sevilla y el año de su muerte, nada en la biografía de Sandrart era cierto, pero demostraba la elevada estima en que lo tenía al situarlo al nivel de los pintores italianos, como «nuevo Pablo Veronés», e imaginar su entierro acompañado de solemnísimas exequias, llevando el féretro «dos marqueses y cuatro caballeros de diversas órdenes, con acompañamiento de gentío innumerable».
En contraste, y a pesar de que Antonio Palomino afirmaba que una Inmaculada de Murillo se había expuesto en Madrid en 1670, causando general asombro, y que Carlos II lo había llamado a la corte, lo que el pintor habría descartado por su avanzada edad, ninguna de sus pinturas había entrado en las colecciones reales cuando en 1700 se hizo su inventario. Será precisamente la biografía que le dedique Palomino, publicada en 1724, y aunque con algunas imprecisiones, la mejor base para el conocimiento y valoración ulterior del artista. En ella daba cuenta de la elevada cotización que alcanzaban sus obras en el extranjero, lo que pudo influir en la adquisición de diecisiete obras del pintor por Isabel de Farnesio durante la estancia de la corte en Sevilla entre 1729 y 1733. 

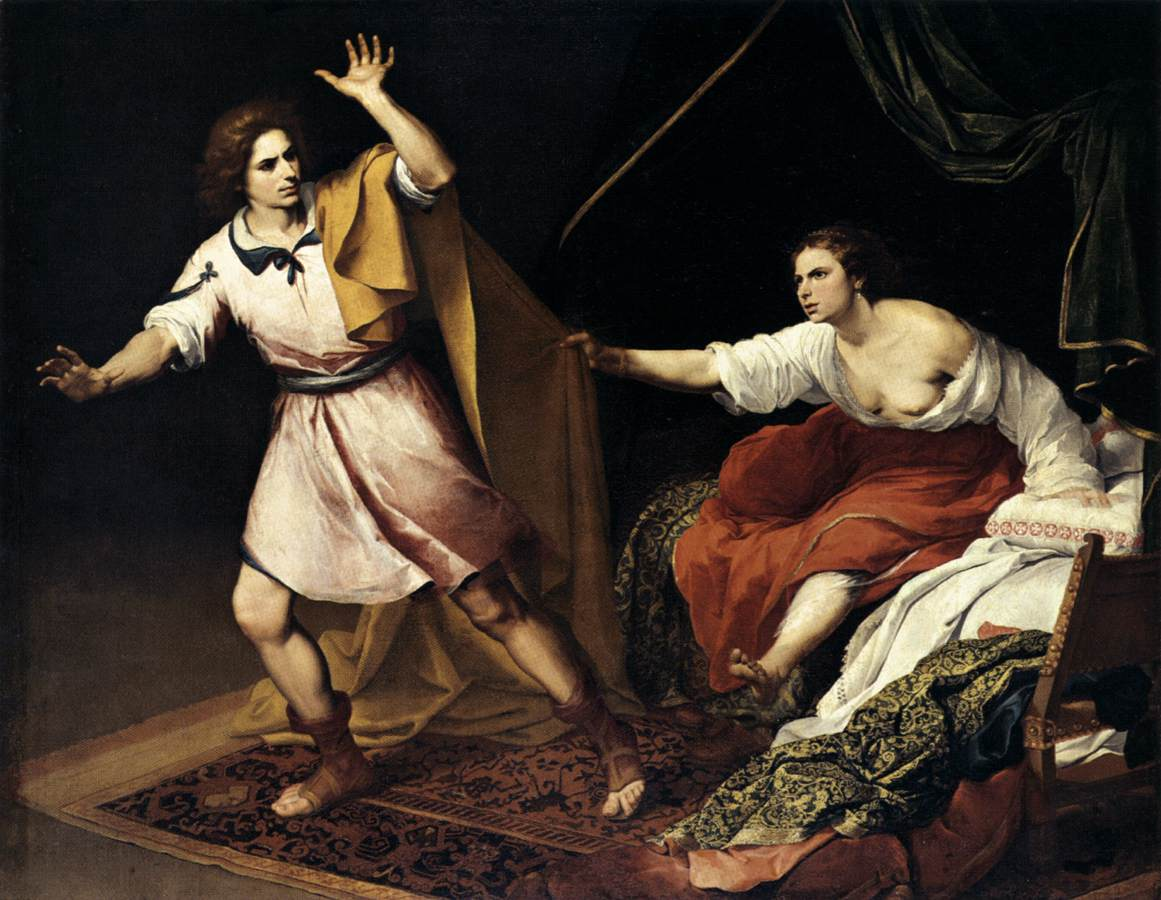
José y la mujer de Putifar, hacia 1645, óleo sobre lienzo, 196,5 x 245,3 cm, Kassel, Gemäldegalerie Alte Meister. El cuadro, con una carga erótica poco usual en la pintura española, fue adquirido a nombre de Murillo por el landgrave de Hesse antes de 1765. Confiscado por las tropas francesas, se expuso en el Louvre de 1807 a 1815. Devuelto a sus propietarios fue considerado obra italiana y atribuido por el museo a Simone Cantarini. En 1930 se descubrió la firma del pintor tras una limpieza, lo que no impidió que continuasen las dudas acerca de su autoría reivindicada tras la aparición en colección particular de una segunda versión del mismo asunto de autografía indiscutida.

Mengs, Primer Pintor del rey Carlos III y teórico de la pintura, juzgaba la pintura de Murillo de dos estilos diferentes, el primero de mayor fuerza por atenerse al natural y el segundo de mayor «dulzura». Aunque ya Velázquez era para él un pintor superior, el prestigio de Murillo continuó aumentando a lo largo del siglo XVIII y con él la exportación de sus obras, al punto que en 1779 se dictó una orden, firmada por el conde de Floridablanca, por la que se prohibía expresamente vender a compradores extranjeros sus cuadros, pues «había llegado a noticia del Rey [...] que algunos extranjeros compran en Sevilla todas las pinturas que pueden adquirir de Bartolomé Murillo, y de otros célebres pintores, para extraherlos fuera del Reyno». La orden añadía que quienes deseasen vender obras del pintor podían en todo caso dirigirse al rey para ofrecerlas en venta y que fuesen así incorporadas a las colecciones reales, pero los efectos de esta disposición debieron de ser muy limitados, pues sólo tres de sus obras se incorporaron en este periodo a la Corona, una de ellas, una Magdalena penitente actualmente en el museo de la Real Academia de Bellas Artes de San Fernando, decomisada en la aduana de Ágreda cuando se pretendía exportar ilegalmente.

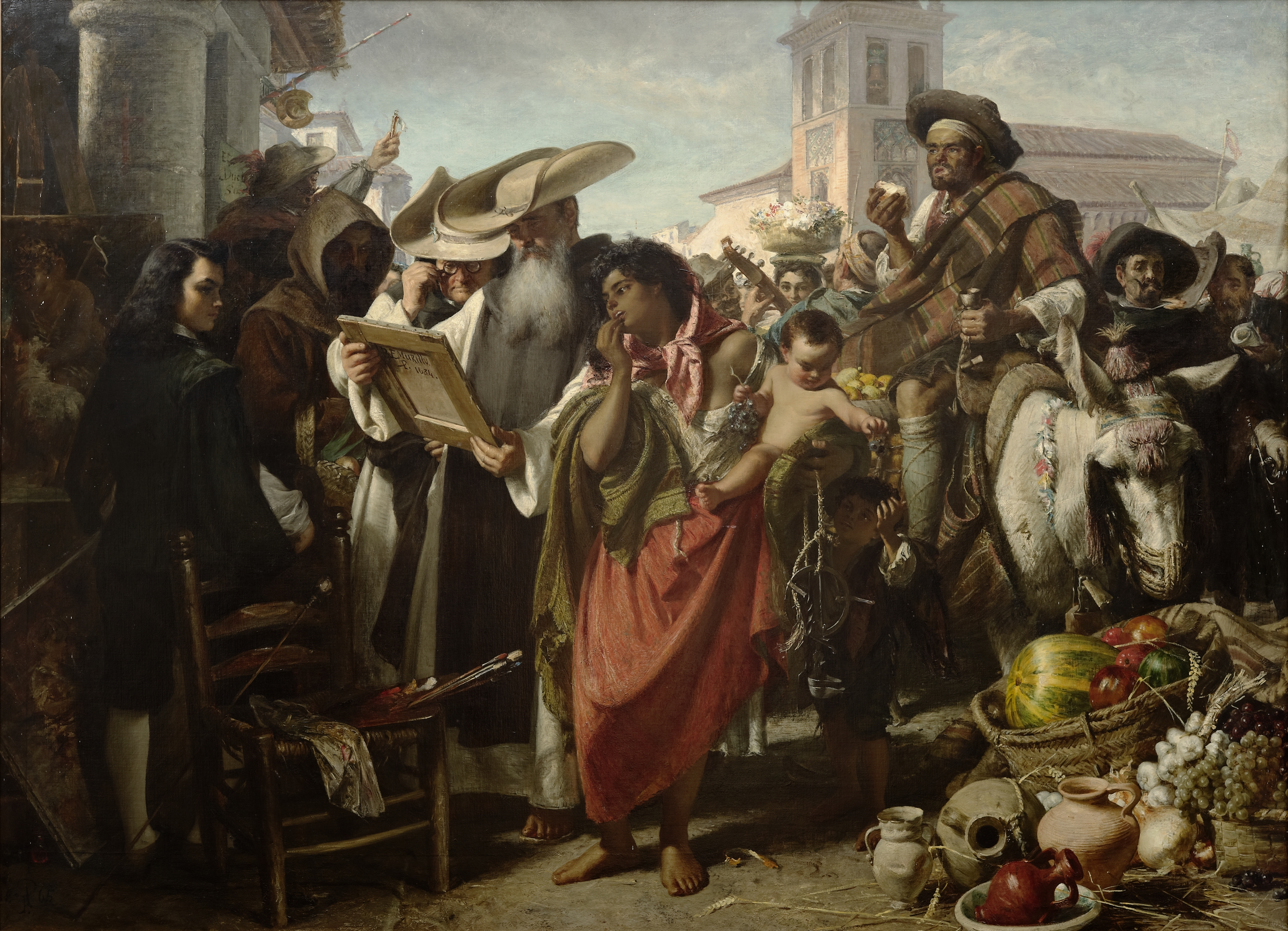
John Phillip, La temprana carrera de Murillo, 1634, 1865, Oviedo, Museo de Bellas Artes de Asturias. Una visión romántica de la biografía del pintor.

Buena muestra del interés suscitado por la pintura de Murillo en Inglaterra durante el siglo XVIII es el autorretrato del pintor William Hogarth con su dogo, inspirado en el autorretrato del sevillano, y las copias de obras de Murillo hechas por Gainsborough, quien llegó a poseer un San Juan Bautista en el desierto considerado actualmente como trabajo de taller. La influencia de Murillo, por otra parte, es evidente en las que Joshua Reynolds llamó fancy pictures, escenas de género protagonizadas por niños, generalmente mendigos, frecuentes sobre todo en los últimos años de actividad de Gainsborough (Niña con perro y cántaro de la colección Bleit, Blessington) y, en alguna medida, presentes también en la pintura del propio Reynolds.
La recepción de Murillo en Francia fue más tardía al ser silenciado por André Félibien. Sin embargo, ya en el siglo XVIII llegaron algunas de sus obras al país, entre ellas dos pinturas de género propiedad de la condesa de Verrue y cuatro obras religiosas adquiridas para el Louvre por Luis XVI junto con el Joven mendigo, y será allí donde la popularidad del pintor alcance el punto culminante, ya en el siglo XIX, tras la salida de muchas de sus obras con destino al Musée Napoléon. El mariscal Jean de Dieu Soult se incautó en Sevilla de numerosas obras del pintor, catorce de ellas para su propia colección, muchas de las cuales nunca volvieron a España. Al subastarse su colección en París en 1852 se pagaron 586 000 francos por la conocida como Inmaculada de Soult, el precio más alto pagado hasta entonces por una pintura. Otros lotes importantes de pinturas de Murillo salieron a subasta en París y Londres con las colecciones del banquero Alejandro María Aguado y de Luis Felipe I, altamente valorada tras su exposición en la Galería Española del Louvre entre 1838 y 1848. Entre quienes en Francia apreciaron y elogiaron la obra de Murillo se cuenta el pintor romántico Eugène Delacroix, que copió su Santa Catalina, modelo de belleza femenina, del mismo modo que el realista Henri Fantin Latour iba a dejar su personal versión del Niño mendigo (Castres, Museo Goya). Con Théophile Gautier Murillo iba a consagrarse como el «pintor del cielo», en tanto Velázquez lo era de la tierra, aunque no faltasen tampoco los críticos que, como Louis Viardot, acusaron al pintor de caer en exceso en la vulgaridad con sus nada idealizados tipos populares.
Jacob Burckhardt, tras visitar la Galería Española del Louvre, lo tendrá como uno de los más grandes artistas de todos los tiempos, admirable por el realismo de sus lienzos en el que «la belleza sigue siendo un pedazo de la naturaleza», pero también por su «curioso idealismo», considerando el Autorretrato de Londres superior a los retratos velazqueños. «En Murillo, la belleza es aún un fragmento de naturaleza, y no una meditación que ha atravesado numerosos reflejos», escribe. Tras él, Carl Justi, el gran biógrafo de Velázquez, y Wilhelm von Bode sostuvieron el prestigio del pintor en Alemania ya en la segunda mitad del siglo XIX, cuando su fama comenzaba a declinar, acusado por los críticos de ser un pintor empalagoso, en exceso dulce y falto de tensión dramática además de propagandista de la religión católica.
Mucha responsabilidad en ese declive en la valoración crítica tuvieron las múltiples copias de muy mala calidad que se hicieron de sus obras en todo tipo de soportes, desde estampas devotas y calendarios a cajas de bombones, olvidando juzgarle, según Enrique Lafuente Ferrari, en «su medio y en su tiempo», tarea a la que se entregarán, ya en el siglo XX, August L. Mayer o Diego Angulo Íñiguez, entre otros, quienes trazarán una biografía del pintor basada en la documentación y despojada de mitos, a la vez que este último presentaba en 1980, en vísperas del tercer centenario de su muerte, el catálogo depurado de su obra completa.